# Sokrates

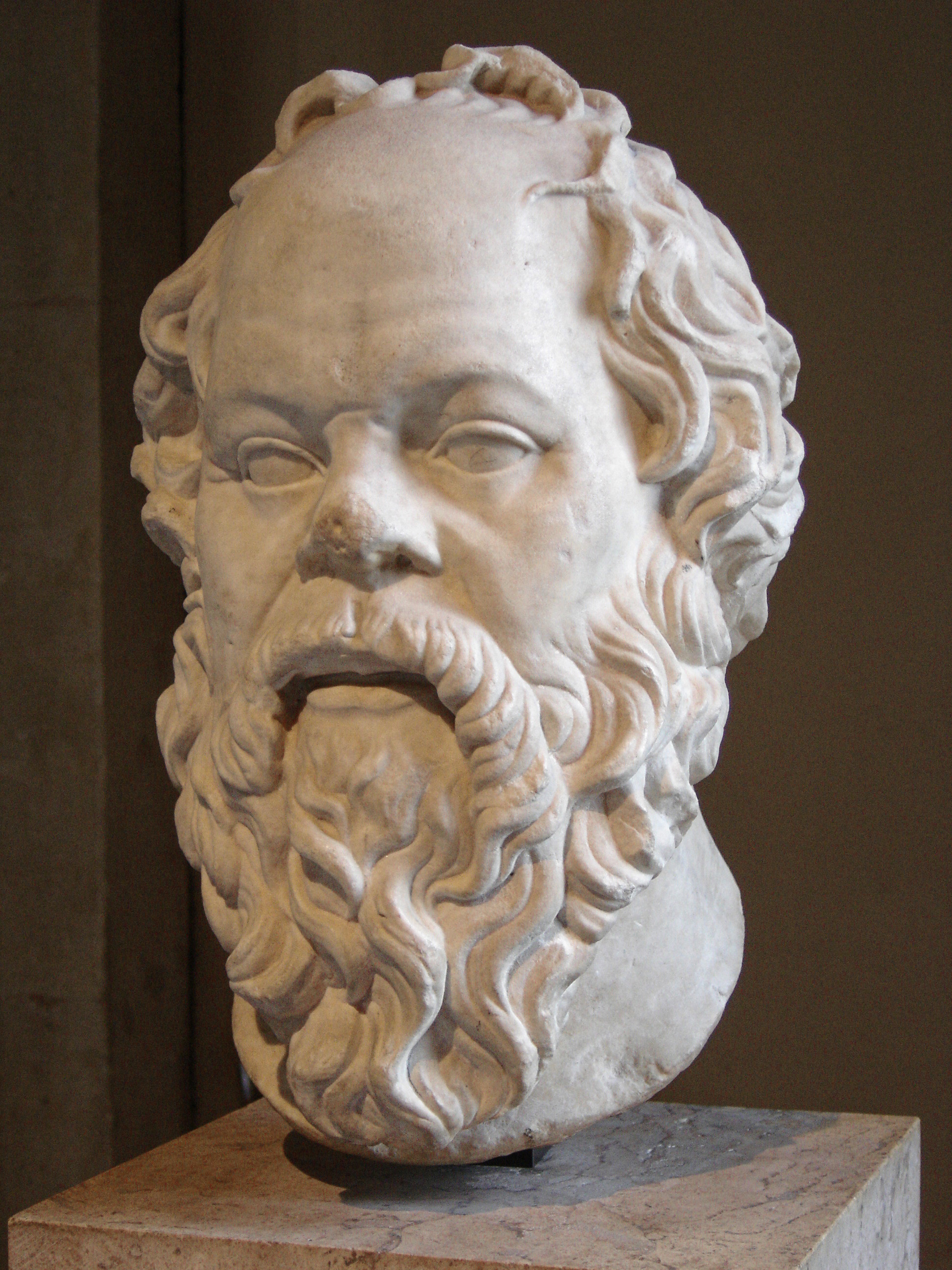
Büste des Sokrates, römische Kopie eines griechischen Originals, 1. Jahrhundert, Louvre, Paris

Sokrates (altgriechisch Σωκράτης Sōkrátēs; * 469 v. Chr. in Alopeke, Athen; † 399 v. Chr. in Athen) war ein für das abendländische Denken grundlegender griechischer Philosoph, der in Athen zur Zeit der Attischen Demokratie lebte und wirkte. Zur Erlangung von Menschenkenntnis, ethischen Grundsätzen und Weltverstehen entwickelte er die philosophische Methode eines strukturierten Dialogs, die er Maieutik („Hebammenkunst“) nannte.
Sokrates selbst hinterließ keine schriftlichen Werke. Die Überlieferung seines Lebens und Denkens beruht auf Schriften anderer, hauptsächlich seiner Schüler Platon und Xenophon. Sie verfassten sokratische Dialoge und betonten darin unterschiedliche Züge seiner Lehre. Jede Darstellung des historischen Sokrates und seiner Philosophie ist deshalb lückenhaft und mit Unsicherheiten verbunden.
Sokrates’ herausragende Bedeutung zeigt sich vor allem in seiner nachhaltigen Wirkung innerhalb der Philosophiegeschichte, aber auch darin, dass die griechischen Denker vor ihm heute als Vorsokratiker bezeichnet werden. Zu seinem Nachruhm trug wesentlich bei, dass er zwar die Begründung des gegen ihn verhängten Todesurteils nicht akzeptierte (angeblich verderblicher Einfluss auf die Jugend sowie Missachtung der Götter), jedoch aus Respekt vor den Gesetzen darauf verzichtete, sich der Vollstreckung durch Flucht zu entziehen. Bis zur Hinrichtung durch den Schierlingsbecher beschäftigten ihn und die zu Besuch im Gefängnis weilenden Freunde und Schüler philosophische Fragen. Die meisten bedeutenden Philosophenschulen der Antike beriefen sich auf Sokrates. Michel de Montaigne nannte ihn im 16. Jahrhundert den „Meister aller Meister“ und Karl Jaspers schrieb: „Sokrates vor Augen zu haben ist eine der unerlässlichen Voraussetzungen unseres Philosophierens.“

## Mittelpunkt einer geistesgeschichtlichen Wende
Sokrates habe die Philosophie als Erster vom Himmel auf die Erde heruntergerufen, unter den Menschen angesiedelt und zum Prüfinstrument der Lebensweisen, Sitten und Wertvorstellungen gemacht, bemerkte der römische Politiker Cicero, der ein vorzüglicher Kenner der griechischen Philosophie war. In Sokrates sah er die Abkehr von der ionischen Naturphilosophie personifiziert, die bis 430 v. Chr. durch Anaxagoras in Athen prominent vertreten war. Dessen Vernunftprinzip hatte Sokrates zwar beeindruckt, doch vermisste er bei Anaxagoras die Anwendung der Vernunft auf menschliche Problemstellungen. Allerdings war Sokrates, anders als Cicero glaubte, nicht der Erste oder Einzige, der die menschlichen Belange in den Mittelpunkt seines philosophischen Denkens stellte.
Zu Sokrates’ Lebzeiten war Athen als Vormacht im Attischen Seebund und infolge der Ausgestaltung der Attischen Demokratie das politisch-gesellschaftlich tiefgreifendem Wandel und vielfältigen Spannungen ausgesetzte kulturelle Zentrum Griechenlands. Daher gab es dort im 5. Jahrhundert v. Chr. gute Entfaltungschancen für neue geistige Strömungen. Eine solche breit angelegte, durch Lehrangebote auch wirksam hervortretende Geistesrichtung war die der Sophisten, mit denen Sokrates so vieles verband, dass er den Zeitgenossen oft selbst als Sophist galt: Das praktische Leben der Menschen, Fragen der Polis- und Rechtsordnung sowie der Stellung des Einzelnen darin, die Kritik der hergebrachten Mythen, die Auseinandersetzung mit Sprache und Rhetorik, außerdem Bedeutung und Inhalte von Bildung – das alles beschäftigte auch Sokrates.
Was ihn von den Sophisten unterschied und zur geistesgeschichtlichen Gründerfigur machte, waren die darüber hinausgehenden Merkmale seines Philosophierens. Bezeichnend war beispielsweise sein stetiges, bohrendes Bemühen, den Dingen auf den Grund zu gehen und sich bei Fragen wie „Was ist Tapferkeit?“ nicht mit Vordergründig-Augenscheinlichem zufriedenzugeben, sondern den „besten Logos“ zur Sprache zu bringen, das heißt das von Zeit und Örtlichkeit unabhängige, gleichbleibende Wesen der Sache.
Methodisch neu zu seiner Zeit war die Maieutik, das von Sokrates eingeführte Verfahren des philosophischen Dialogs zwecks Erkenntnisgewinn in einem ergebnisoffenen Forschungsprozess. Originär sokratisch war ferner das Fragen und Forschen zur Begründung einer philosophischen Ethik. Zu den von Sokrates erzielten Ergebnissen gehörte, dass richtiges Handeln aus der richtigen Einsicht folgt und dass Gerechtigkeit Grundbedingung für einen guten Zustand der Seele ist. Daraus ergab sich für ihn: Unrecht tun ist schlimmer als Unrecht erleiden.
Daran knüpft sich ein viertes Element des mit Sokrates verbundenen philosophischen Neubeginns: die Bedeutung und Bewährung philosophischer Einsichten in der Lebenspraxis. In dem mit seinem Todesurteil endenden Prozess bescheinigte Sokrates seinen Widersachern, dass sie erkennbar im Unrecht seien. Gleichwohl lehnte er anschließend die Flucht aus dem Gefängnis ab, um sich nicht seinerseits ins Unrecht zu setzen. Die philosophische Lebensweise und die Einhaltung des Grundsatzes, dass Unrecht tun schlimmer ist als Unrecht leiden, gewichtete er höher als die Möglichkeit, sein Leben zu erhalten.

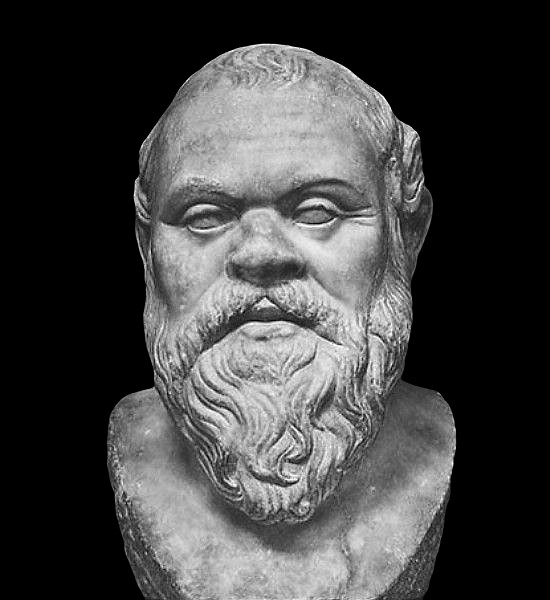
Sokratesbüste im Archäologischen Nationalmuseum Neapel

## Lebensweg des Philosophen
Über den Werdegang des Sokrates ist für die erste Lebenshälfte kaum etwas und danach auch nur Lückenhaftes bekannt. Die biographischen Hinweise stammen im Wesentlichen aus zeitgenössischen Quellen, deren Angaben sich allerdings teilweise widersprechen. Dabei handelt es sich um die Komödie Die Wolken des Aristophanes und um Werke zweier Schüler des Sokrates: die Memorabilien (Erinnerungen an Sokrates) des Geschichtsschreibers Xenophon und Schriften des Philosophen Platon. Platons frühe Dialoge und seine Apologie des Sokrates sind die wichtigsten Quellen zu Sokrates. Unter den Nachgeborenen haben vor allem der Platon-Schüler Aristoteles und – im dritten Jahrhundert n. Chr. – der Doxograph Diogenes Laertios Hinweise beigesteuert. Darüber hinaus sind nur verstreute Notizen, Nachrichten und Anekdoten bei weiteren Autoren der griechischen und der lateinischen Literatur überliefert, darunter Cicero und Plutarch. Weitere frühe Informationen findet man in anderen antiken Komödien.

### Herkunft, Bildung, Kriegsdienst
Laut Platon war Sokrates 399 v. Chr. 70 Jahre alt, woraus sich als Geburtsjahr das Jahr 469 v. Chr. ergibt. Gut gesichert ist das Jahr seines Prozesses und Todes, 399 v. Chr. Wohl eine spätere Erfindung ist, dass sein Geburtstag der 6. Tag des Monats Thargelion war. Laut Diogenes Laertios stammte er aus dem athenischen Demos Alopeke der Phyle Antiochis und war Sohn des Steinmetzen oder Bildhauers Sophroniskos. Platon teilt mit, dass die Mutter des Sokrates die Hebamme Phainarete war. Außerdem erwähnt Platon einen Halbbruder mütterlicherseits namens Patrokles, der wahrscheinlich mit dem Patrokles von Alopeke identisch ist, der in einer Inschrift auf der athenischen Akropolis aus dem Jahr 406/405 v. Chr. als Wettkampfordner der Panathenäen verzeichnet ist.
Seine Ausbildung hat sich, so der deutsche Althistoriker Alexander Demandt, in den gängigen Bahnen bewegt, was neben Alphabetisierung, Gymnastik und Musikerziehung auch Geometrie, Astronomie und das Studium der Dichter, zumal Homers, einschloss. Unter seinen Lehrern waren laut Platon auch zwei Frauen, nämlich Aspasia, die Frau des Perikles, und die Seherin Diotima. Auf männlicher Seite werden neben dem Naturphilosophen Anaxagoras, mit dessen Schüler Archelaos Sokrates eine Reise nach Samos unternahm, der Sophist Prodikos und der den Pythagoreern nahestehende Musiktheoretiker Damon genannt.
Zu einer Berufsausübung des Sokrates äußerte sich der im frühen 3. Jahrhundert n. Chr. schreibende Philosophiehistoriker Diogenes Laertios, der sich auf eine heute verlorene Quelle berief. Demnach hätte Sokrates wie sein Vater als Bildhauer gearbeitet und sogar eine Charitengruppe auf der Akropolis gestaltet. In den Überlieferungen seiner Schüler ist davon aber nirgends die Rede, sodass er diese Tätigkeit zumindest frühzeitig beendet haben müsste und auch wohl kaum zur Sprache brachte.
Konkrete Daten sind mit seinen militärischen Einsätzen im Peloponnesischen Krieg (431–404 v. Chr.) verbunden: Als Hoplit mit schwerer Bewaffnung nahm er an der Belagerung von Potidaia 431–429 v. Chr. sowie an den Schlachten von Delion 424 v. Chr. und Amphipolis 422 v. Chr. teil. Das lässt darauf schließen, dass er nicht unbemittelt war, denn die Kosten für ihre Ausrüstung mussten die Hopliten selbst aufbringen.

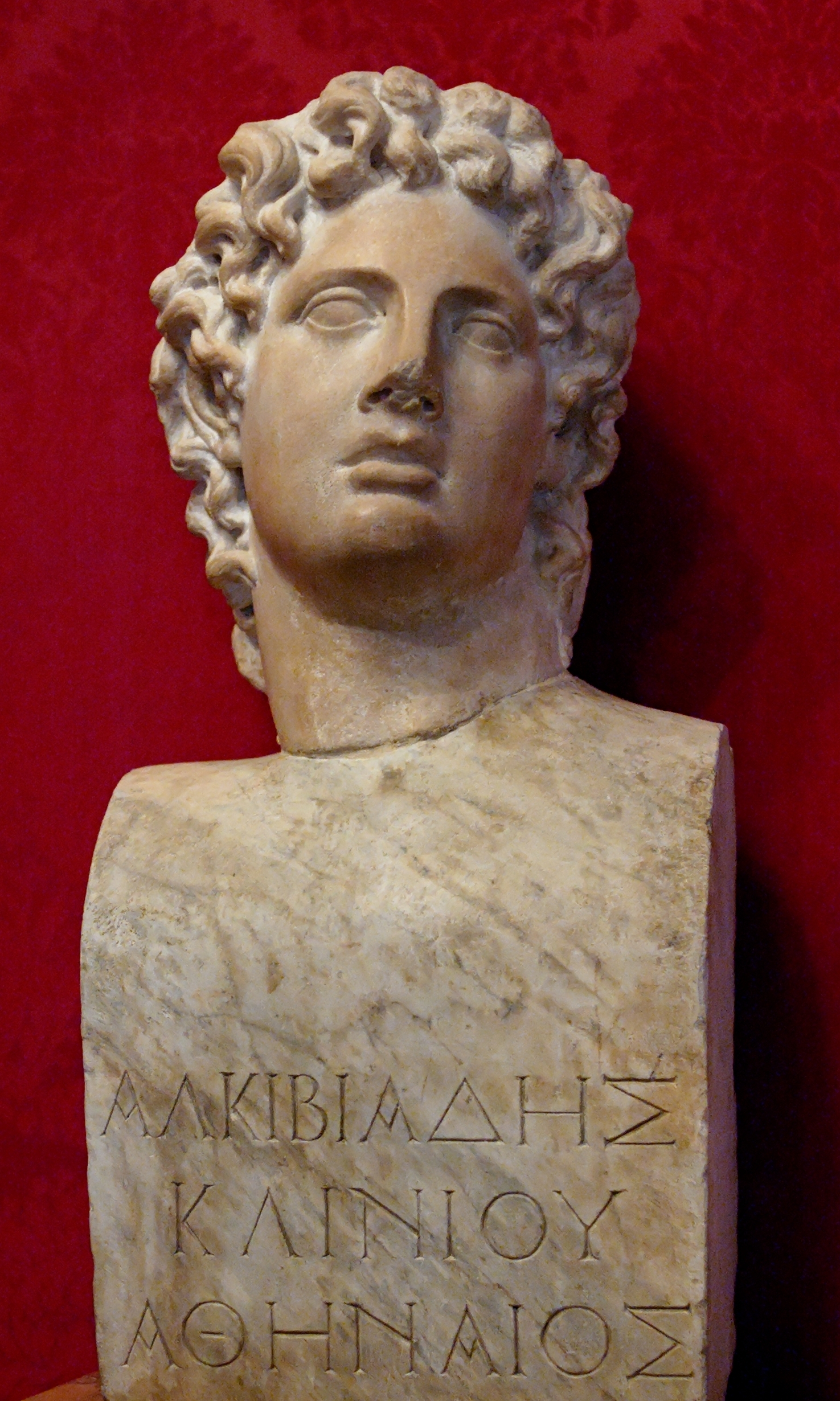
Idealporträt des Alkibiades (Marmorbüste, 4. Jahrhundert v. Chr.)

Dem Feldherrn Laches und dem eigenen Schüler Alkibiades machte Sokrates im Felde großen Eindruck durch die Art, wie er Kälte, Hunger und sonstige Entbehrungen ertrug und beim Rückzug nach der Niederlage von Delion gemessenen Schrittes und jederzeit verteidigungsbereit Besonnenheit, Entschlossenheit und Mut bewies, statt wie andere kopflos zu flüchten. Den verwundeten Alkibiades rettete er in Potidaia samt Waffen und überließ ihm dann eine Tapferkeitsauszeichnung, die ihm selbst zugestanden hätte. So wenigstens bezeugt es dieser in Platons Symposion und berichtet, wie er Sokrates in Poteidaia erlebt habe:

„Da übertraf er im Ertragen aller Beschwernisse nicht nur mich, sondern alle insgesamt. Wenn wir irgendwo abgeschnitten waren, wie es auf Feldzügen vorkommen kann, und dann fasten mussten, da konnten das die anderen lange nicht so gut aushalten. Durften wir es uns aber wohlergehen lassen, so vermochte er als einziger das zu genießen, besonders wenn er, was ihm freilich zuwider war, zum Trinken genötigt wurde; da übertraf er uns alle. Und worüber man sich am meisten wundern muss: Kein Mensch hat jemals den Sokrates betrunken gesehen.“

### Lehrtätigkeit
Seinen Wirkungsmittelpunkt hatte Sokrates auf dem belebten Marktplatz von Athen, wie Xenophon verdeutlichte: „So tat gerade er stets alles in voller Öffentlichkeit. Am frühen Morgen ging er nämlich nach den Säulenhallen und Turnschulen, und wenn der Markt sich füllte, war er dort zu sehen, und auch den Rest des Tages war er immer dort, wo er mit den meisten Menschen zusammensein konnte. Und er sprach meistens, und wer nur wollte, dem stand es frei, ihm zuzuhören.“ Die satirische Lesart dazu gab Aristophanes in seiner Komödie Die Wolken, wo Sokrates Hauptfigur ist und vom Chor so angesprochen wird:

„Du aber, du Priester des kniffligen Worts, verkünde uns jetzt dein Begehren!

Denn keinem sonst willfahrn wir so gern von allen Erhabenheitsschwätzern

Wie dem Prodikos: ihm seiner Weisheit zu lieb, seiner Einsicht; und außer ihm dir noch,

Weil du stolz in den Gassen herumflanierst und die Augen rundum lässest schweifen,

Stets barfuß und ohne Empfindlichkeit und im Glauben an uns voller Dünkel.“

Schon in dieser 423 v. Chr. aufgeführten Komödie wurde Sokrates Gottlosigkeit und Verblendung der Jugend vorgehalten. Seine Gesprächspartner in den Gassen Athens und auf der Agora gehörten beiden Geschlechtern und nahezu allen Altersgruppen, Metiers und gesellschaftlichen Rängen an, die in der Attischen Demokratie vertreten waren.

„… wenn einer des Sokrates Reden anhören will, so werden sie ihm anfangs ganz lächerlich vorkommen, in solche Worte und Redensarten sind sie äußerlich eingehüllt, wie in das Fell eines frechen Satyrs.
Denn von Lasteseln spricht er, von Schmieden, Schustern und Gerbern, und scheint immer auf dieselbe Art nur dasselbe zu sagen, so daß jeder unerfahrene und unverständige Mensch über seine Reden spotten muß. Wenn sie aber einer geöffnet sieht und inwendig hineintritt: So wird er zuerst finden, daß diese Reden allein inwendig Vernunft haben, und dann dass sie ganz göttlich sind und die schönsten Götterbilder von Tugend in sich enthalten und auf das meiste von dem oder vielmehr auf alles abzwecken, was dem, der gut und edel werden will, zu untersuchen gebührt.“

Auch wenn vor allem Sokrates’ Schüler sein Fragen anscheinend so auffassen mochten, stieß seine Gesprächsführung bei anderen auf Unverständnis und Unmut:

„Sokrates, der Lehrer, tritt regelmäßig als Schüler auf. Nicht er will andere belehren, sondern von ihnen belehrt werden. Er ist der Unwissende, seine Philosophie tritt auf in der Gestalt des Nichtwissens. Umgekehrt bringt er seine Gesprächspartner in die Position des Wissenden. Das schmeichelt den meisten und provoziert sie, ihr vermeintliches Wissen auszubreiten. Erst im konsequenten Nachfragen stellt sich heraus, dass sie selbst die Unwissenden sind.“

### Engagierter Polisbürger
Schon lange vor der Uraufführung der Wolken muss Sokrates eine prominente Figur im Athener öffentlichen Leben gewesen sein, denn andernfalls hätte Aristophanes ihn kaum auf die genannte Art erfolgreich in Szene setzen können. Auch eine nicht datierbare Befragung des Orakels in Delphi durch den Jugendfreund Chairephon setzte eine weit über Athen hinausreichende Bekanntheit des Sokrates voraus.
In Platons Apologie schildert Sokrates den Vorgang: „Er (Chairephon) fragte also, ob es jemanden gebe, der weiser sei als ich. Da sagte Pythia, dass es keinen gebe.“ Einen Zeugen dafür benannte Sokrates in dem Bruder des verstorbenen Jugendfreunds. Nach Xenophons Version lautete die Orakelauskunft, dass niemand freier oder gerechter oder besonnener sei als Sokrates. Aus diesem Orakelspruch leitete Sokrates, dem sein Nichtwissen vor Augen stand, Platon zufolge den Auftrag ab, das Wissen seiner Mitmenschen zu prüfen, um die Aussage der Gottheit zu verifizieren.
Die Historizität der Orakelbefragung wurde allerdings schon in der Antike bestritten und wird auch von manchen modernen Forschern verneint. Diese halten Chairephons Frage in Delphi für eine literarische Fiktion aus dem Schülerkreis des Sokrates. Sie machen unter anderem geltend, Chairephon habe zu einem Zeitpunkt, als Sokrates noch nicht berühmt war, keinen Anlass gehabt, dem Orakel eine solche Frage zu stellen. Die Befürworter der Historizität meinen, Platon habe keinen Grund gehabt, eine so detaillierte Geschichte zu erfinden und Sokrates in den Mund zu legen. Hätte dann ein Gegner sie als Fiktion entlarvt, was damals leicht möglich gewesen wäre, so hätte dies die Glaubwürdigkeit von Platons gesamter Darstellung der Verteidigungsrede des Sokrates vor Gericht erschüttert.

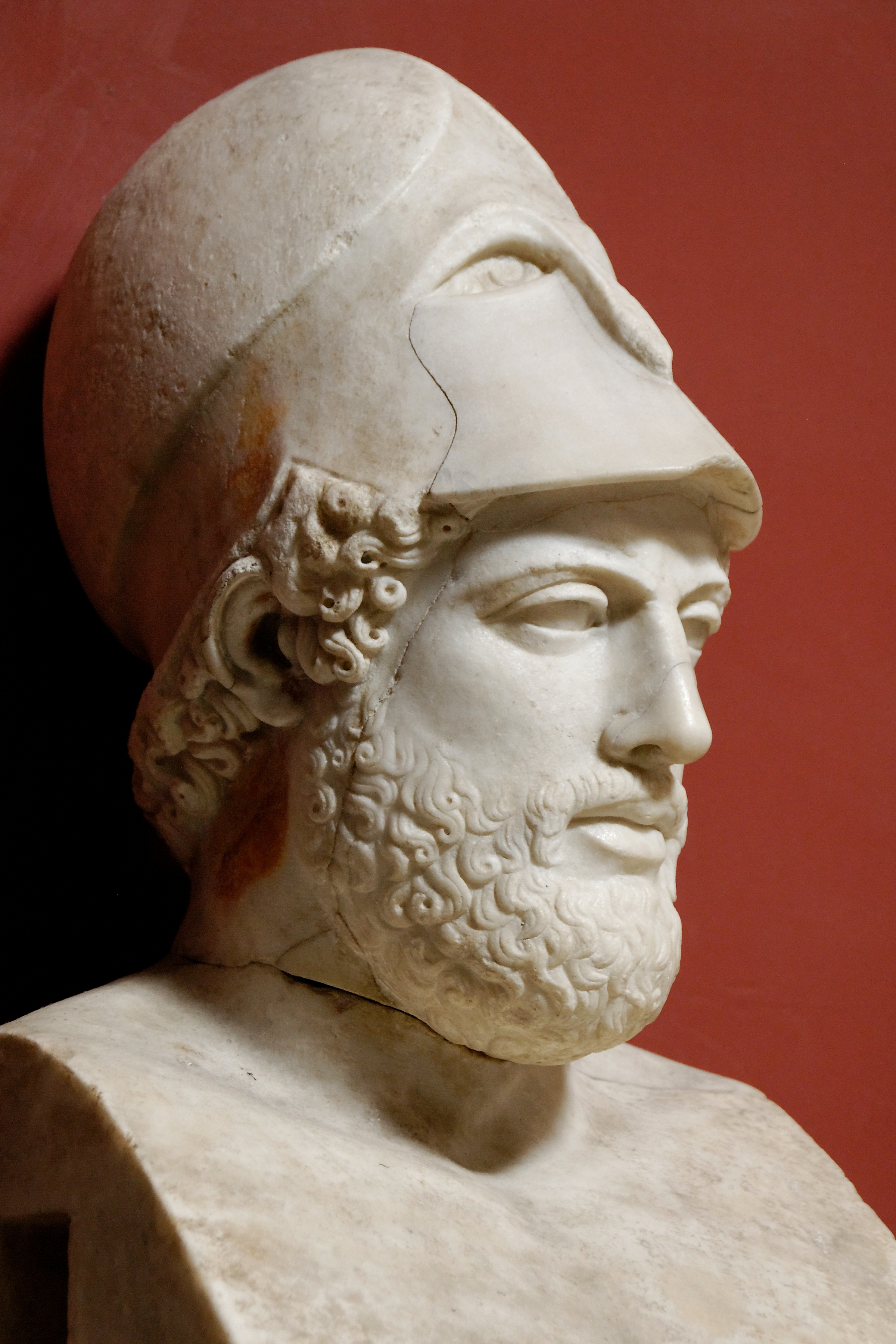
Büste des Perikles, römische Kopie nach griechischem Original, Vatikanische Museen

Im Gegensatz zu den Sophisten ließ sich Sokrates nicht für seine Lehrtätigkeit bezahlen. Er bezeichnete sich bewusst als Philosoph („Weisheitsfreund“). Sein Philosophieren, das oft mitten im geschäftigen Treiben Athens stattfand, könnte zur Beantwortung der Frage beitragen, wie Athen sich als „Schule von Hellas“ behaupten und die individuelle Entfaltung der jeweiligen Fähigkeiten und Tugenden der Bürger fördern konnte.
Insbesondere ambitionierte Nachwuchspolitiker prüfte Sokrates mittels seiner Frage-Methodik gerne, um ihnen zu verdeutlichen, wie weit sie noch davon entfernt waren, die Belange der Polis kompetent vertreten zu können. Dies tat er nach dem Zeugnis Xenophons in wohlwollender Absicht auch bei Platons Bruder Glaukon, der sich weder in den Staatsfinanzen noch bei der Einschätzung militärischer Kräfteverhältnisse noch in Angelegenheiten der inneren Sicherheit Athens als sattelfest erwies. Sokrates folgerte: „Sei vorsichtig Glaukon, dein Streben nach Ruhm könnte sonst ins Gegenteil umschlagen! Merkst du nicht, wie leichtsinnig es ist, etwas zu tun oder zu reden, wovon man nichts versteht? […] Wenn du im Staate Hochachtung und Ruhm genießen möchtest, dann erarbeite dir zuallererst die Kenntnisse, welche du für die Aufgaben brauchst, die du lösen willst!“ Auf Dauer machte sich Sokrates mit seinen verbalen Untersuchungen, dem vielfältigen Infragestellen, Zweifeln und Nachforschen sowohl Freunde als auch Feinde: Freunde, die seine Philosophie als Schlüssel zur eigenen und gemeinschaftlichen Wohlfahrt und Weisheit ansahen, und Feinde, die sein Wirken als Gotteslästerung und gemeinschaftsschädigend einschätzten.
Gelegentlich verstand sich Sokrates auch auf konkrete Politikberatung. So berichtete Xenophon in seinen Erinnerungen über einen Dialog zwischen Sokrates und Perikles, dem gleichnamigen Sohn des 429 v. Chr. verstorbenen Staatsmannes Perikles, in dem es um Möglichkeiten ging, Athens im Verlauf des Peloponnesischen Krieges geschwundene äußere Machtstellung in Griechenland zurückzugewinnen. Nach einer ganzen Reihe allgemeiner Erwägungen entwickelte Sokrates dem als militärisch befähigt eingeschätzten Perikles zuletzt den Vorschlag, das in Richtung Böotien Attika vorgelagerte Gebirge zu besetzen. Den ihm in der Sache Zustimmenden ermunterte er: „Wenn dir der Plan gefällt, so führe ihn aus! Alle Erfolge, die du damit erringst, werden dir Ruhm und der Stadt Vorteile bringen; gelingt dir aber etwas dabei nicht, so wirkt es sich für die Allgemeinheit nicht schädlich aus und macht auch dir selber keine Schande.“
416 v. Chr. erschien Sokrates als Ehrengast auf dem berühmten Symposion, das anlässlich des Tragödiensieges des jungen Agathon stattfand und an dem in der platonischen Überlieferung auch Aristophanes und Alkibiades in wichtiger Rolle teilnahmen. Das nächste biographisch datierbare Ereignis fand zehn Jahre später statt und betraf Sokrates’ Verwicklung in die Reaktion der Athener auf die Seeschlacht bei den Arginusen, wo die Bergung Schiffbrüchiger unter Sturm fehlgeschlagen war. Als Gerichtshof in dem Prozess gegen die Strategen, die die Militäroperation geleitet hatten, fungierte die Volksversammlung. Zu dem geschäftsführenden Ausschuss des Rates der 500, den 50 Prytanen, gehörte zu diesem Zeitpunkt auch Sokrates. Zunächst schien es, als könnten die Strategen ihre Unschuld nachweisen und freigesprochen werden. Am zweiten Verhandlungstag aber änderte sich die Stimmung, und es kam zu der Forderung, die Strategen gemeinsam schuldig zu sprechen. Die Prytanen wollten den Antrag für ungesetzlich erklären, denn nur Einzelverfahren waren zulässig. Da sich nun aber das Volk im Vollgefühl seiner Souveränität gar nichts untersagen lassen wollte und den Prytanen die Mitverurteilung angedroht wurde, gaben alle bis auf Sokrates nach.
Eine ganz ähnliche Haltung bewies Sokrates nach Platons Zeugnis noch einmal 404/403 v. Chr. unter der Willkürherrschaft der Dreißig, als er den Befehl der Oligarchen verweigerte, mit vier anderen gemeinsam die Verhaftung eines für unschuldig erachteten Gegners der Herrschenden durchzuführen. Er ging stattdessen einfach nach Hause, wohl wissend, dass es sein Leben kosten könnte: „Damals bewies ich wahrlich wieder nicht durch Worte, sondern durch die Tat, daß mich der Tod, wenn es nicht zu grob klingt, auch nicht so viel kümmert, daß mir aber alles daran liegt, nichts Unrechtes und Unfrommes zu tun.“
Eine deutliche Bevorzugung eines bestimmten Verfassungstyps oder die Ablehnung von Organisationsstrukturen der Attischen Demokratie, die seinen Wirkungsrahmen bildete, ist bei Sokrates – anders als bei Platon – nicht erkennbar. Ekkehard Martens sieht in Sokrates eher einen Förderer der Demokratie: „Mit seiner Forderung nach kritischer Wahrheitssuche und Orientierung an der Gerechtigkeit kann Sokrates als ein Begründer der Demokratie gelten. Dies schließt eine Kritik an bestimmten demokratischen Praktiken nach ihren Kriterien nicht aus. Dabei ist allerdings Sokrates’ Kritik in Platons Staat (8. Buch) nicht unbesehen dem historischen Sokrates selber zuzuschreiben, sondern man muß sie als Platons Auffassung verstehen. Allerdings hat auch Sokrates das Prinzip der Sachentscheidung über das der Mehrheitsentscheidung gestellt (Laches 184e), ein bis heute nicht überwundener Konflikt jeder Demokratie.“ Ihm kam es vor allem darauf an, ein jeder Regierungsform übergeordnetes Recht zu wahren und darin seinen Mitbürgern Vorbild zu sein. Klaus Döring schreibt dazu: „Was den Umgang mit den jeweils Regierenden und den Institutionen der Polis anbetraf, plädierte er für Loyalität, solange man nicht gezwungen werde, Unrecht zu tun, also genau so zu verfahren, wie er selbst es machte. Wie jeder wußte, hatte er selbst einerseits seine Bürgerpflichten peinlich genau erfüllt, sich andererseits aber auch in prekären Situationen nicht davon abbringen lassen, nie etwas anderes zu tun als das, was sich ihm nach gewissenhafter Prüfung als das Gerechte erwies.“

### Prozess und Tod
Für den Prozess gegen Sokrates kommt ein vielfältiges Motivgeflecht in Frage. Anklagen wegen Gottlosigkeit, sogenannte Asebie-Prozesse, waren bereits vor Ausbruch des Peloponnesischen Krieges betrieben worden. Damals hatten sie Persönlichkeiten im Umfeld des leitenden Staatsmannes Perikles gegolten, der die Entwicklung der Attischen Demokratie vorangetrieben hatte und repräsentierte. So waren in den 430er Jahren v. Chr. Perikles’ Gattin Aspasia, der mit der Ausgestaltung der Akropolis beauftragte Phidias und der Philosoph Anaxagoras unter Asebie-Anklage gestellt worden.
Aristophanes hatte Sokrates in seiner Komödie Die Wolken nicht nur als vermeintlichen Sophisten karikiert, sondern seinen Umgang mit Begriffen auch als gefährliche Wortverdreherei kritisiert. Zusätzliche Ressentiments könnte Sokrates durch das mitbürger- und demokratiefeindliche Verhalten zweier seiner Schüler auf sich gezogen haben: Alkibiades hatte während und nach der Sizilischen Expedition wiederholt die Seiten gewechselt, und Kritias gehörte als Anführer zu jenen Dreißig, die 404/403 v. Chr. mit massiver Unterstützung Spartas eine oligarchische Gewaltherrschaft errichtet hatten. Die Fehlentwicklung, die Kritias und Alkibiades schließlich genommen haben, ist jedoch nach Xenophon nicht wegen, sondern trotz des Umgangs mit Sokrates eingetreten. Daraus folgerte Xenophon, dass jede erzieherische Einwirkung eine Sympathiebeziehung voraussetze: „Kritias und Alkibiades traten aber nicht mit Sokrates in Verbindung, weil er ihnen sympathisch war, sondern weil sie es sich von vornherein zum Ziel gesetzt hatten, an die Spitze des Staates zu treten […].“ Beide hätten, nachdem sie auf der Grundlage sokratischer Gesprächsführung gegenüber Politikern einige Überheblichkeit entwickelt hatten, den Kontakt zu Sokrates gemieden, um sich nicht von ihm ihrer Fehler überführen zu lassen. Von den übrigen Sokrates-Schülern sei keiner auf eine schlechte Bahn geraten, betonte Xenophon.
Von dem Prozess des Sokrates 399 v. Chr. berichten – zum Teil nicht übereinstimmend – sowohl Platon als auch Xenophon. Beide Autoren lassen Sokrates sich im Sinne ihrer jeweils eigenen Ziele äußern. Xenophon betont Sokrates’ konventionelle Frömmigkeit und Tugend, während Platon ihn als ein Muster des philosophischen Lebens zeigt. Die Darstellung Platons, der als Prozessbeobachter die Beiträge des Sokrates in der Apologie ausführlich wiedergegeben hat, wird überwiegend als die authentischere angesehen. Für die Umstände der Hinrichtung liegen nur Angaben aus zweiter Hand vor, denn keiner der beiden Berichterstatter war Augenzeuge. Hauptsächlich um Prozess und Tod des Sokrates geht es auch in Platons Dialogen Kriton und Phaidon.
Der Apologie zufolge agierte Sokrates vor Gericht ganz so, wie man ihn im öffentlichen Leben Athens schon über Jahrzehnte kannte: als peinlich Untersuchender, Nachfragender und die Forschungsergebnisse schonungslos Offenbarender. Den ersten und mit Abstand längsten Beitrag stellte seine Rechtfertigung gegenüber den Anklagen dar. Auf den Vorwurf, er verderbe die Jugend, reagierte er mit einer gründlichen Bloßstellung des Anklägers Meletos, in die er auch die Geschworenen und schließlich alle Bürger Athens verwickelte, als er Meletos mit der Frage in die Enge trieb, wer denn nun seiner Vorstellung nach für die Besserung der Jugend sorge, und dann sein Fazit zog: „Du aber, Meletos, beweist hinlänglich, dass du dir noch niemals Gedanken um die Jugend gemacht hast, und sichtbar stellst du deine Gleichgültigkeit zur Schau, dass du dich um nichts von den Dingen bekümmert hast, derentwegen du mich vor Gericht ziehst.“
Auch die Anklage wegen Gottlosigkeit wies er zurück. Er gehorche stets seinem Daimonion, das er als göttliche Stimme vorstellte, die ihn gelegentlich vor bestimmten Handlungen warne. Den Geschworenen legte er dar, dass er sich keinesfalls darauf einlassen werde, freizukommen mit der Auflage, sein öffentliches Philosophieren einzustellen: „Wenn ihr mich also auf eine so abgefasste Bedingung freilassen wolltet, so würde ich antworten: ich schätze euch, Männer Athens, und liebe euch, gehorchen aber werde ich mehr dem Gotte als euch, und solange ich atme und Kraft habe, werde ich nicht ablassen zu philosophieren und euch zu befeuern …“
In der Rolle des Angeklagten präsentierte er sich als Verteidiger von Recht und Gesetzlichkeit, indem er es ablehnte, die Geschworenen durch Mitleidsappelle und Bitten zu beeinflussen: „Denn nicht dazu nimmt der Richter seinen Sitz ein, das Recht nach Wohlwollen zu verschenken, sondern um das Urteil zu finden, und er hat geschworen – nicht gefällig zu sein, wenn er gerade will, sondern – Recht zu sprechen nach den Gesetzen.“
Mit knapper Stimmenmehrheit (281 von 501 Stimmen) wurde er von einem der zahlreichen Gerichtshöfe der Attischen Demokratie für schuldig befunden. Nach damaligem Prozessverfahren durfte Sokrates nach der Schuldigsprechung eine Strafe für sich selbst vorschlagen. In seiner zweiten Rede bestand Sokrates darauf, seinen Mitbürgern durch die praktische philosophische Unterweisung nur Gutes getan zu haben und dafür nicht etwa die beantragte Todesstrafe, sondern die Speisung im Prytaneion zu verdienen, wie sie Olympiasieger erhielten. Angesichts des Schuldspruchs erwog er dann verschiedene mögliche Strategien, hielt aber letztlich allenfalls eine Geldstrafe für akzeptabel. Hiernach verurteilten ihn die Geschworenen nun mit einer Mehrheit, die noch einmal um 80 auf 361 Stimmen anwuchs, zum Tode.
In dem ihm zustehenden Schlusswort betonte Sokrates noch einmal die Ungerechtigkeit der Verurteilung und beschuldigte die Ankläger der Bosheit, nahm das Urteil aber ausdrücklich an und äußerte nach Platons Überlieferung: „Vielleicht musste dies alles so kommen, und ich glaube, es ist die rechte Fügung.“ Diejenigen Geschworenen, die ihn hatten freisprechen wollen, suchte er mit Ausführungen über die wenig schrecklichen Folgen des Todes zu beruhigen. Er bat sie, für die Aufklärung seiner Söhne auf die Weise zu sorgen, die er selbst den Athenern gegenüber praktiziert hatte: „Aber schon ist es Zeit, dass wir gehen – ich um zu sterben, ihr um zu leben: wer aber von uns den besseren Weg beschreitet, das weiß niemand, es sei denn der Gott.“
Darauf beharrte Sokrates auch den Freunden gegenüber, die ihn im Gefängnis besuchten und zur Flucht überreden wollten. Gelegenheit dazu ergab sich dadurch, dass die Hinrichtung, die normalerweise zeitnah zur Verurteilung geschah, in diesem Fall aufgeschoben werden musste. Während der jährlichen Gesandtschaft zur heiligen Insel Delos, die zu dieser Zeit stattfand, durften aus Gründen ritueller Reinheit keine Hinrichtungen vorgenommen werden.
Laut Phaidon versammelten sich an Sokrates’ letztem Tag die Freunde, unter denen Platon selbst krankheitshalber fehlte, im Gefängnis. Dort trafen sie Xanthippe, die Frau des Sokrates, mit den drei Söhnen an. Zwei der Söhne waren noch im Kindesalter, somit muss Xanthippe weit jünger gewesen sein als ihr Mann. Sokrates ließ die laut wehklagende Xanthippe wegführen, um sich im Gespräch mit den Freunden auf den Tod vorzubereiten. Seine Weigerung zu fliehen hatte er, dem Kriton folgend, mit dem Respekt vor den Gesetzen begründet. Würden Urteile nicht befolgt, verlören Gesetze überhaupt ihre Kraft. Schlechte Gesetze müsse man ändern, aber nicht mutwillig übertreten. Das Recht der freien Rede in der Volksversammlung biete die Chance, von Verbesserungsvorschlägen zu überzeugen. Notfalls könne, wer das vorziehe, ins Exil gehen. Den schließlich gereichten Schierlingsbecher leerte Sokrates, wieder dem Phaidon zufolge, vollständig gefasst. In seinen letzten Worten bat er darum, dem Gott der Heilkunst Asklepios einen Hahn zu opfern. Der Anlass dieser Bitte ist nicht überliefert, ihr Sinn ist in der Forschung umstritten. Alexander Demandt meint, Sokrates habe damit ausdrücken wollen, er sei nun vom Leben geheilt, der Tod sei die große Gesundheit. Barbara Zehnpfennig interpretiert das Dankesopfer dahingehend, dass Sokrates von der Krankheit Unvernunft geheilt wurde, und zwar mittels der Philosophie.

## Grundzüge sokratischer Philosophie

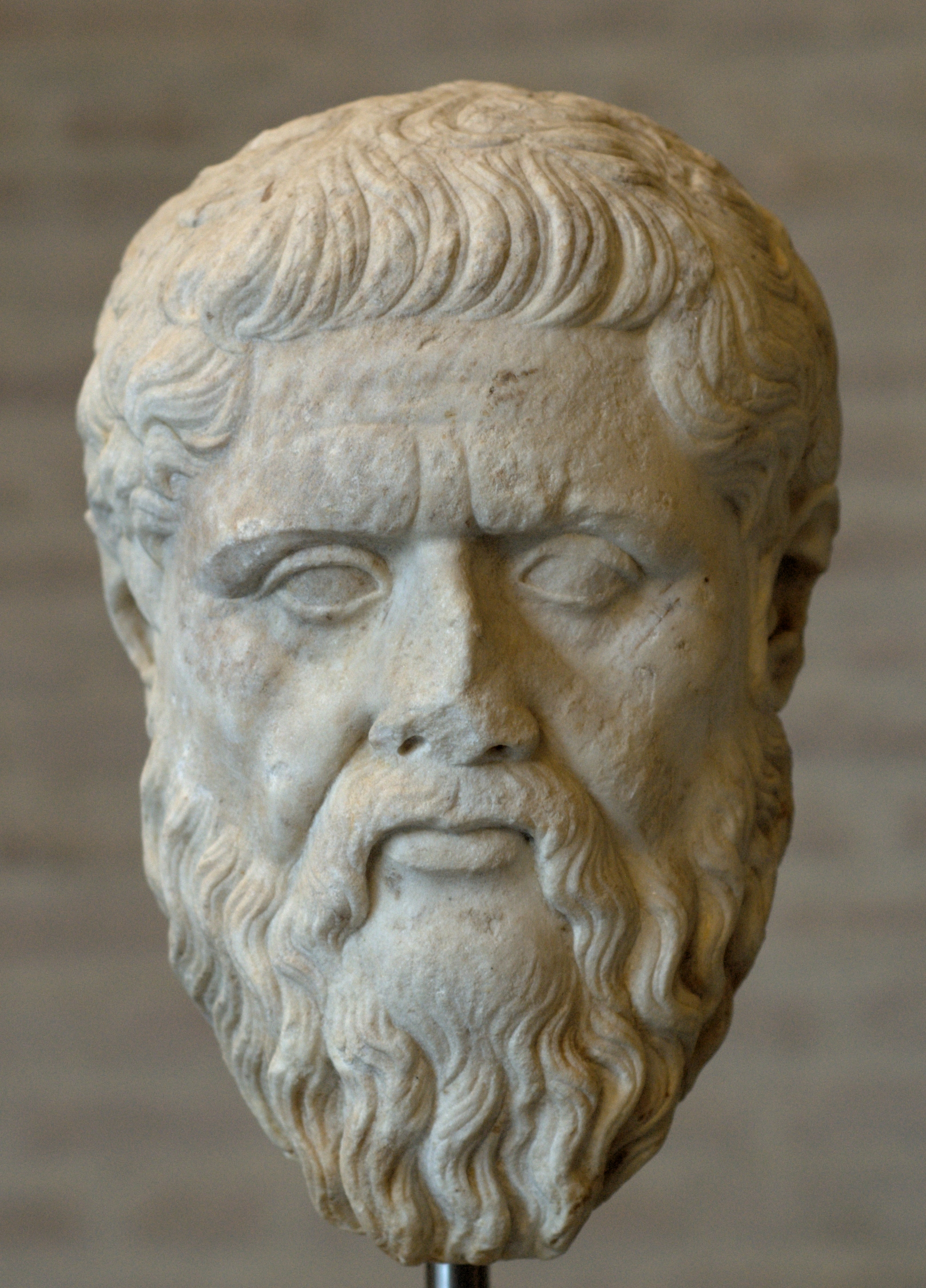
Büste Platons (römische Kopie des griechischen Platonporträts des Silanion, Glyptothek München)

Was bliebe von dem Philosophen Sokrates ohne die Werke Platons, fragt Günter Figal. Er antwortet: eine interessante Figur des Athener Lebens im fünften Jahrhundert v. Chr., kaum mehr; nachrangig vielleicht gegenüber Anaxagoras, bestimmt gegenüber Parmenides und Heraklit. Platons zentrale Stellung als Quelle sokratischen Denkens birgt das Problem einer Abgrenzung zwischen beider Vorstellungswelten, denn Platon ist in seinen Werken zugleich als eigenständiger Philosoph vertreten. In der Forschung besteht eine weitgehende Übereinstimmung darüber, dass die frühen platonischen Dialoge – die Apologie des Sokrates, Charmides, Kriton, Euthyphron, Gorgias, Hippias minor, Ion, Laches und Protagoras – den Einfluss der sokratischen Denkweise deutlicher zeigen und dass die Eigenständigkeit der Philosophie Platons in seinen späteren Werken ausgeprägter hervortritt.
Zu den Kernbereichen sokratischen Philosophierens gehören neben dem auf Dialoge gegründeten Erkenntnisstreben die näherungsweise Bestimmung des Guten als Handlungsrichtschnur und das Ringen um Selbsterkenntnis als wesentliche Voraussetzung eines gelingenden Daseins. Das Bild des in den Straßen Athens von morgens bis abends Gespräche führenden Sokrates ist zu erweitern um Phasen völliger gedanklicher Versunkenheit, mit denen Sokrates seinen Mitbürgern ebenfalls Eindruck machte. Für diesen Wesenszug steht als Extrem Alkibiades’ Schilderung eines Erlebnisses in Potidaia, die in Platons Symposion enthalten ist:

„Damals auf dem Feldzug […] stand er, in irgendeinen Gedanken vertieft, vom Morgen an auf demselben Fleck und überlegte, und als es ihm nicht gelingen wollte, gab er nicht nach, sondern blieb nachsinnend stehen. Inzwischen war es Mittag geworden; da bemerkten es die Leute, und verwundert erzählte es einer dem anderen, dass Sokrates schon seit dem Morgen dastehe und über etwas nachdenke. Schließlich, als es schon Abend war, trugen einige von den Ioniern, als sie gegessen hatten, ihre Schlafpolster hinaus; so schliefen sie in der Kühle und konnten gleichzeitig beobachten, ob er auch in der Nacht dort stehen bleibe. Und wirklich, er blieb stehen, bis es Morgen wurde und die Sonne aufging! Dann verrichtete er sein Gebet an die Sonne und ging weg.“

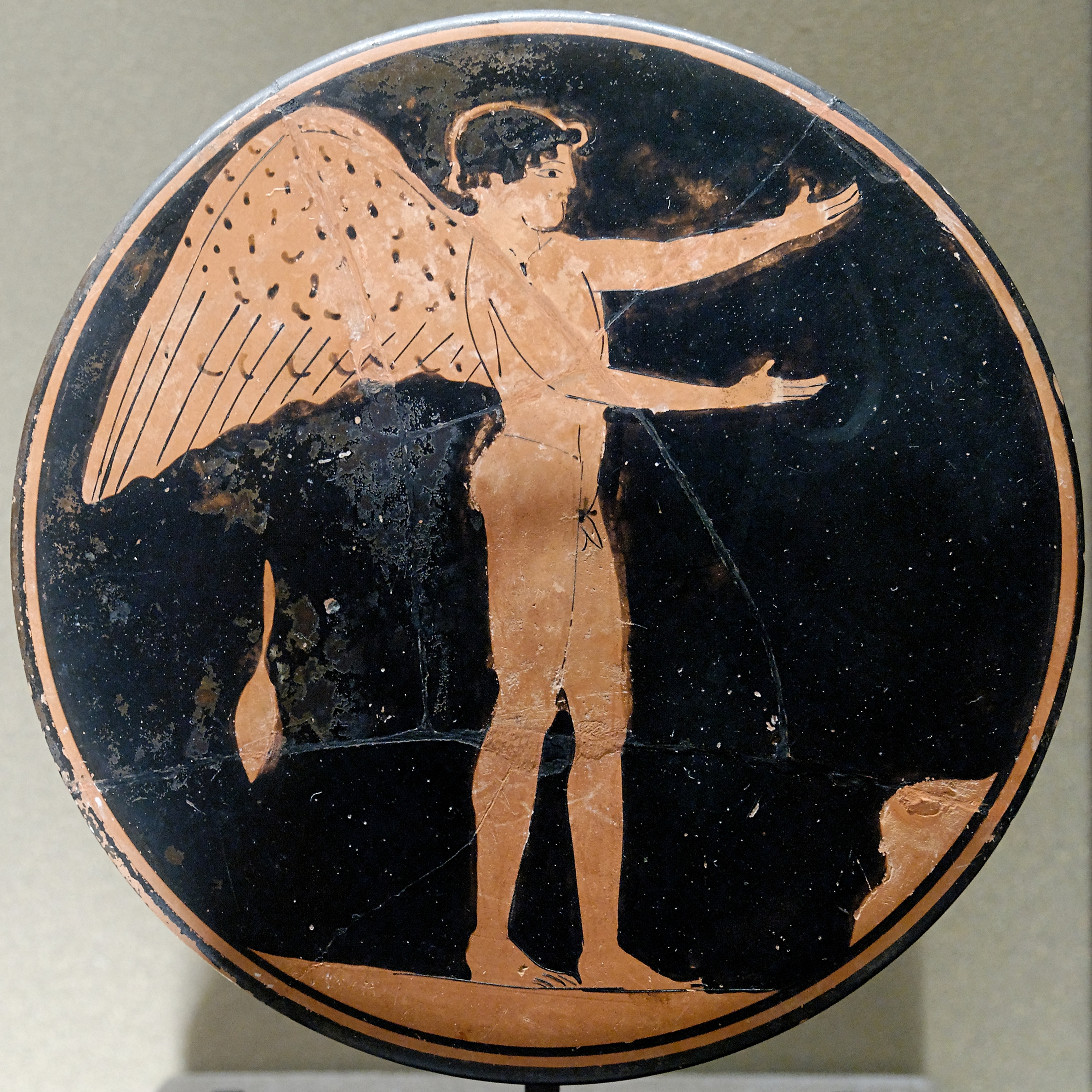
Eros, attisch-rotfigurige Doppelscheibe des Malers von London D 12, etwa 470/50 v. Chr., Louvre

Die sokratische Gesprächsführung wiederum stand in deutlichem Zusammenhang mit erotischer Anziehung. Der Eros als eine der Formen platonischer Liebe, im Symposion vorgestellt als großes göttliches Wesen, ist der Mittler zwischen Sterblichen und Unsterblichen. Günter Figal interpretiert: „Der Name des Eros steht für die den Bereich des Menschlichen übersteigende Bewegung der Philosophie. […] Sokrates kann am besten philosophieren, wenn er durch das ganz und gar unsublimierte Schöne eingenommen ist. Das Sokratische Gespräch vollzieht sich nicht nach einmal gelungenem Aufstieg auf jener unsinnlichen Höhe, wo nur noch die Ideen als das Schöne erscheinen; vielmehr vollzieht es in sich immer wieder die Bewegung vom menschlichen zum übermenschlichen Schönen und bindet das übermenschliche Schöne dialogisch ans menschliche zurück.“

### Sinn und Methode sokratischer Dialoge
„Ich weiß, dass ich nichts weiß“ lautet eine bekannte, aber stark verkürzende Formel, mit der verdeutlicht wird, was Sokrates seinen Mitbürgern voraushatte. Für Figal ist die Einsicht des Sokrates in sein philosophisches Nichtwissen (Aporie) zugleich der Schlüssel zu Gegenstand und Methode sokratischer Philosophie: „Im Sokratischen Reden und Denken liegt erzwungener Verzicht, ein Verzicht, ohne den es keine sokratische Philosophie gäbe. Diese entsteht nur, weil Sokrates im Bereich des Wissens nicht weiterkommt und die Flucht in den Dialog antritt. Sokratische Philosophie ist in ihrem Wesen dialogisch geworden, weil das forschende Entdecken unmöglich schien.“ Angeregt durch den Philosophen Anaxagoras hat sich Sokrates ursprünglich besonders für die Naturforschung interessiert und sich wie dieser mit der Ursachenfrage auseinandergesetzt. Er wurde allerdings verunsichert, wie Platon im Dialog Phaidon ebenfalls überliefert, weil es keine eindeutigen Antworten gab. Die menschliche Vernunft hingegen, durch die alles, was wir über die Natur wissen, vermittelt wird, konnte Anaxagoras nicht erklären. Daher wandte sich Sokrates von der Suche nach Ursachen ab und dem auf Sprache und Denken beruhenden Verstehen zu, wie Figal folgert.
Ziel des sokratischen Dialogs in der von Platon überlieferten Form ist die gemeinsame Einsicht in einen Sachverhalt auf der Basis von Frage und Antwort. Weitschweifige Reden über den Untersuchungsgegenstand akzeptierte Sokrates danach nicht, sondern bestand auf einer direkten Beantwortung seiner Frage: „Im sokratischen Gespräch hat die Frage den Vorrang. Die Frage enthält zwei Momente: Sie ist Ausdruck des Nichtwissens des Fragenden und Appell an den Befragten, zu antworten oder sein eigenes Nichtwissen einzugestehen. Die Antwort provoziert die nächste Frage, und auf diese Weise kommt die dialogische Untersuchung in Gang.“ Durch Fragen also – und nicht durch Belehren des Gesprächspartners, wie es die Sophisten gegenüber ihren Schülern praktizierten – sollte Einsichtsfähigkeit geweckt werden, eine Methode, die Sokrates – so Platon – als Maieutik bezeichnet hat: eine Art „geistige Geburtshilfe“. Denn die Änderung der bisherigen Einstellung als Ergebnis der geistigen Auseinandersetzung hing davon ab, dass die Einsicht selbst erlangt bzw. „geboren“ wurde.
Der Erkenntnisfortschritt in den sokratischen Dialogen ergab sich in charakteristischer Abstufung: Im ersten Schritt suchte Sokrates dem jeweiligen Diskussionspartner klarzumachen, dass seine Lebensart und Denkweise unzureichend seien. Um seinen Mitbürgern zu zeigen, wie wenig sie über ihre eigenen Ansichten und Einstellungen bisher nachgedacht hatten, konfrontierte er sie anschließend mit den unsinnigen bzw. unangenehmen Konsequenzen, die sich daraus ergeben würden. Der platonischen Apologie nach hat das Orakel von Delphi Sokrates die Prüfung des Wissens seiner Mitmenschen auferlegt. Wolfgang H. Pleger zufolge umfasst der sokratische Dialog also stets die drei Momente der Prüfung des anderen, der Selbstprüfung und der Sachprüfung. „Bei dem von Sokrates begonnenen philosophischen Dialog handelt es sich um ein zetetisches, das heißt untersuchendes Verfahren. Die Widerlegung, der Elenchos (ἔλεγχος), geschieht unvermeidlich nebenher. Sie ist nicht das Motiv.“
Nach dieser Verunsicherung forderte Sokrates seinen Gesprächspartner zum Umdenken auf. Er lenkte das Gespräch unter Anknüpfung an den Erörterungsgegenstand – sei es z. B. Tapferkeit, Besonnenheit, Gerechtigkeit oder Tugend überhaupt – auf die Frageebene, was das Wesentliche am Menschen sei. Sofern die Gesprächspartner den Dialog nicht abbrachen, kamen sie zu der Erkenntnis, dass die Seele als das eigentliche Selbst des Menschen so gut wie nur möglich sein müsse und dass dies davon abhänge, in welchem Maße der Mensch das sittlich Gute tue. Was das Gute ist, gilt es also herauszufinden.
Für die Dialogpartner zeigte Platon im Verlauf der Untersuchung regelmäßig, dass Sokrates, der doch vorgab nicht zu wissen, alsbald deutlich mehr Wissen zu erkennen gab, als sie selbst besaßen. Anfangs oft in der Rolle des scheinbar wissbegierigen Schülers, der seinem Gegenüber die Lehrerrolle antrug, erwies er sich zuletzt klar überlegen.
Wegen dieser Vorgehensweise wurde die Ausgangsposition des Sokrates häufig als unglaubwürdig und unaufrichtig wahrgenommen, als Ausdruck von Ironie im Sinne von Verstellung zum Zweck der Irreführung. Döring hält es gleichwohl für ungewiss, dass Sokrates mit seinem Nichtwissen im Sinne der gezielten Tiefstapelei ironisch zu spielen begann. Er unterstellt wie Figal im Grundsatz Ernsthaftigkeit der Bekundung. Doch auch wenn es Sokrates nicht um eine öffentliche Demontage seiner Gesprächspartner ging, musste sein Vorgehen viele der von ihm Angesprochenen gegen ihn aufbringen, zumal auch seine Schüler sich in dieser Form des Dialogs übten.
Allerdings weist Martens die Vorstellung einer einheitlichen sokratischen Methode als ein auf Platons Schüler Aristoteles zurückgehendes philosophiegeschichtliches Dogma zurück, das besagt, Sokrates habe lediglich „prüfende“ Gespräche geführt, aber keine „eristischen“ Streitgespräche oder „didaktischen“ Lehrgespräche. Dagegen trifft laut Martens die Aussage Xenophons zu, dass Sokrates die Gesprächsführung auf die jeweiligen Gesprächspartner abstimmte, im Falle der Sophisten also auf die Widerlegung ihres vorgeblichen Wissens (sokratische Elenktik), im Falle seines alten Freundes Kriton aber auf ernsthafte Wahrheitssuche.
Ein weiteres charakteristisches Moment der sokratischen Gesprächsführung, wie sie bei Platon dargestellt wird, ist der Umstand, dass der Gang der Untersuchung oft nicht in gerader Linie von der Widerlegung übernommener Meinungen zu einem neuen Wissenshorizont überleitet. In Platons Dialog Theaitetos werden beispielsweise drei Begriffsbestimmungen von Wissen besprochen und als unzulänglich befunden; die Frage, was Wissen ist, bleibt offen. Mitunter sind es nicht nur die Gesprächspartner, die in Ratlosigkeit verfallen, sondern auch Sokrates, der selbst keine abschließende Lösung anzubieten hat. So zeigen sich nicht selten „Verwirrtsein, Schwanken, Staunen, Aporie, Abbruch des Gesprächs“.

### Die Frage nach der Gerechtigkeit im sokratischen Dialog
Ein besonders breites Untersuchungsspektrum entfalten sowohl Platon wie auch Xenophon in ihren der Gerechtigkeitsfrage gewidmeten sokratischen Dialogen. Dabei wird Gerechtigkeit nicht nur als persönliche Tugend untersucht, sondern es werden auch soziale und politische Dimensionen des Themas angesprochen.

#### Das Beispiel Platons
Im sogenannten Thrasymachos-Dialog, dem ersten Buch von Platons Politeia, sind es nacheinander drei Partner, mit denen Sokrates der Frage nachgeht, was gerecht sei oder worin Gerechtigkeit bestehe. Das Gespräch findet im Beisein zweier Brüder Platons, des Glaukon und des Adeimantos, im Hause des reichen Syrakusaners Kephalos statt, der sich auf Einladung von Perikles im Athener Hafen Piräus einen Wohnsitz gesucht hat.
Nach einleitenden Bemerkungen über die relativen Vorzüge des Alters soll der Hausherr Kephalos dem Sokrates Auskunft darüber geben, was er an dem ihm vergönnten Reichtum am meisten schätze. Es sei die damit verbundene Möglichkeit, niemandem etwas schuldig zu bleiben, antwortet Kephalos. Damit ist für Sokrates die Gerechtigkeitsfrage angesprochen, und er wirft das Problem auf, ob es gerecht sei, einem Mitbürger, von dem man Waffen geliehen habe, diese auch dann zurückzugeben, wenn er unterdessen wahnsinnig geworden sei. Wohl kaum, meint Kephalos, der sich hiernach zurückzieht und seinem Sohn Polemarchos die Gesprächsfortsetzung überlässt.
Unter Berufung auf den Dichter Simonides äußert Polemarchos, es sei gerecht, jedem das ihm Schuldige zukommen zu lassen, zwar nicht dem Wahnsinnigen Waffen, wohl aber Freunden Gutes und Feinden Übles. Das setzt voraus, wendet Sokrates ein, dass man Gutes und Übles zu unterscheiden weiß. Bei Ärzten z. B. sei klar, worin sie Sachkenntnis benötigten, worin aber die Gerechten? In Geldangelegenheiten, erwidert Polemarchos, kann sich damit aber nicht behaupten. Mit dem Argument, dass ein wirklicher Sachkenner sich nicht nur in der Sache selbst (dem rechten Umgang mit Geld), sondern auch in ihrem Gegenteil (der Unterschlagung) auskennen müsse, stürzt Sokrates Polemarchos in Verwirrung. Bei der Unterscheidung zwischen Freunden und Feinden sei zudem ein Irrtum mangels Menschenkenntnis leicht möglich, ergänzt Sokrates. Außerdem sei es doch nicht Sache des Gerechten, überhaupt irgendjemandem zu schaden. Mit diesem negativen Befund kehrt die Untersuchung zu ihrem Ausgangspunkt zurück. Sokrates fragt: „Da sich nun aber gezeigt hat, dass auch dieses nicht die Gerechtigkeit ist noch das Gerechte, was soll denn einer sonst sagen, dass es sei?“
Nun schaltet sich aufbrausend der bisher nicht zu Wort gekommene Sophist Thrasymachos ein. Er erklärt alles bisher Gesagte für leeres Geschwätz, kritisiert, dass Sokrates nur fragt und widerlegt, statt eine klare eigene Vorstellung zu entwickeln, und bietet an, dies nun seinerseits zu tun. Mit Unterstützung der anderen Anwesenden nimmt Sokrates das Anerbieten an und wendet gegen die Vorhaltungen des Thrasymachos lediglich demütig ein, dass derjenige nicht mit Antworten vorpreschen könne, der nicht wisse und auch nicht vorgebe zu wissen: „Also ist es ja weit billiger, dass du redest, denn du behauptest ja, dass du es weißt und dass du es vortragen kannst.“
Daraufhin bestimmt Thrasymachos das Gerechte als das dem Stärkeren Zuträgliche und begründet dies mit der Gesetzgebung in jeder der verschiedenen Regierungsformen, die eben entweder den Interessen von Tyrannen oder denen von Aristokraten oder denen von Demokraten entspreche. Gerecht sei, so bestätigt Thrasymachos auf Nachfrage des Sokrates, auch der Gehorsam der Regierten gegenüber den Regierenden. Indem Sokrates aber Thrasymachos dazu bringt, die Fehlbarkeit der Regierenden einzuräumen, gelingt es ihm, dessen ganzes Konstrukt auszuhebeln, denn wenn die Regierenden sich in dem ihnen Zuträglichen irren, führt auch der Gehorsam der Regierten nicht zur Gerechtigkeit: „Kommt es nicht alsdann notwendig so heraus, dass es gerecht ist, das Gegenteil von dem zu tun, was du sagst? Denn das den Stärkeren Unzuträgliche wird dann den Schwächeren anbefohlen zu tun. – Ja beim Zeus, o Sokrates, sprach Polemarchos, das ist ganz offenbar.“
Thrasymachos sieht sich gleichwohl nicht überzeugt, sondern durch die Art der Fragestellung überlistet, und beharrt auf seiner These. Am Beispiel des Arztes zeigt ihm Sokrates jedoch, dass ein wahrer Sachwalter des eigenen Metiers stets am Nutzen des anderen, hier des Kranken, und nicht am eigenen orientiert ist: so folglich auch die fähigen Regierenden an dem für die Regierten Zuträglichen.
Nachdem Thrasymachos im Weiteren auch damit gescheitert ist zu zeigen, dass der Gerechte zu wenig auf den eigenen Vorteil achtet, um im Leben zu etwas zu kommen, während der die Ungerechtigkeit im großen Stil auf die Spitze treibende Tyrann daraus höchstes Glück und Ansehen gewinnt – dass also die Gerechtigkeit für Naivität und Einfalt steht, die Ungerechtigkeit aber für Klugheit – lenkt Sokrates das Gespräch auf die Betrachtung des Kräfteverhältnisses zwischen Gerechtigkeit und Ungerechtigkeit. Auch da, so ergibt sich schließlich gegen die Ansicht des Thrasymachos, hat die Ungerechtigkeit einen schlechten Stand: Ungerechte sind untereinander uneins und mit sich selbst zerfallen, meint Sokrates, wie sollen sie da in Krieg oder Frieden ankommen gegen ein Gemeinwesen, in dem die Eintracht der Gerechten herrscht? Abgesehen davon ist Gerechtigkeit für Sokrates auch die Voraussetzung des individuellen Wohlbefindens, der Eudaimonie, denn sie habe für das Wohl der Seele die gleiche Bedeutung wie die Augen für die Sehkraft und die Ohren für die Hörfähigkeit.
Thrasymachos stimmt dem Erörterungsergebnis zuletzt in allem zu. Sokrates bedauert allerdings zum Schluss, dass auch er in der Frage, was nun das Gerechte in seinem Wesen ausmache, über alle Verzweigungen des Gesprächs hinweg zu keinem Ergebnis gelangt sei.

#### Xenophons Dialogvariante
In dem von Xenophon überlieferten Dialog zu Gerechtigkeit und Selbsterkenntnis bemüht Sokrates sich um Kontakt zu dem noch jungen Euthydemos, den es auf die politische Bühne drängt. Bevor Euthydemos sich zum Gespräch bereitfindet, hat er bereits wiederholt ironische Bemerkungen des Sokrates über seine Unerfahrenheit und mangelnde Lernbereitschaft auf sich gezogen. Als ihn Sokrates eines Tages direkt auf seine politischen Ambitionen anspricht und auf Gerechtigkeit als Qualifikationsmerkmal verweist, bestätigt Euthydemos, dass man ohne Sinn für Gerechtigkeit nicht einmal ein guter Staatsbürger sein könne und dass er selbst davon nicht weniger besitze als jeder andere.
Daraufhin beginnt Sokrates, fährt Xenophon fort, ihn ausführlich zur Unterscheidung von gerechten und ungerechten Handlungen zu befragen. Dass ein Feldherr das Eigentum in einem ungerechten Feindstaat plündern lässt und raubt, erscheint Euthydemos im Verlauf der Unterredung ebenso gerecht, wie er überhaupt alles Feinden gegenüber als gerecht ansieht, was gegenüber Freunden ungerecht wäre. Doch auch Freunden schuldet man nicht in jeder Lage Aufrichtigkeit, wie sich am Beispiel des Feldherrn zeigt, der seinen entmutigten Truppen zur Stärkung der Kampfmoral fälschlich das baldige Eintreffen von Bundesgenossen ankündigt. Dem bereits stark verunsicherten Euthydemos legt Sokrates nun die Frage vor, ob eine absichtliche oder eine unabsichtliche Falschaussage das größere Unrecht sei, wenn Freunde dadurch Schaden nähmen. Euthydemos entscheidet sich für den absichtlichen Betrug als das größere Unrecht, wird aber auch darin von Sokrates widerlegt: Wer in eigener Unkenntnis betrüge, sei ja des rechten Weges offenbar unkundig und im Zweifel orientierungslos. In dieser Lage sieht sich, so Xenophon, nun auch Euthydemos: „Ach, bester Sokrates, bei allen Göttern, ich habe allen Fleiß darauf gewandt, Philosophie zu studieren, weil ich des Glaubens war, dadurch würde ich in allem ausgebildet, was ein Mann braucht, der nach Höherem strebt. Jetzt nun muss ich erkennen, dass ich mit dem, was ich bisher gelernt, nicht einmal imstande bin, darauf Antwort zu geben, was zu wissen lebensnotwendig ist, und es gibt keinen anderen Weg, der mich weiterführte! Kannst du dir vorstellen, wie mutlos ich bin?“
Dieses Eingeständnis nimmt Sokrates zum Anlass, auf das Orakel von Delphi zu verweisen und auf die Tempelinschrift: „Erkenne dich selbst!“ Euthydemos, der Delphi bereits zweimal aufgesucht hat, bekennt, dass ihn die Aufforderung nicht nachhaltig beschäftigt hat, weil er bereits hinreichend über sich Bescheid zu wissen meinte. Da hakt Sokrates ein:

„Was ist deine Ansicht: Wer kennt sich selber besser: der, der nur seinen Namen weiß, oder der, der es macht wie die Käufer von Pferden? Die glauben nämlich, dass sie ein zur Wahl stehendes Pferd erst dann kennen, wenn sie untersucht haben, ob es folgsam oder störrisch, stark oder schwach, schnell oder langsam, ja überhaupt in allem, was man von einem Pferde erwartet, brauchbar oder unbrauchbar ist. Genauso erkennt erst der seine Stärke, der sich der Prüfung unterwarf, inwieweit er den an Menschen herantretenden Aufgaben gerecht wird.“

Dem stimmt Euthydemos zu; doch das genügt Sokrates nicht. Er will darauf hinaus, dass Selbsterkenntnis größte Vorteile, Selbsttäuschung aber schlimmste Nachteile mit sich bringe:

„Denn wer sich selbst kennt, der weiß, was für ihn nützlich ist, und vermag zu unterscheiden, was er kann und was nicht. Wer das betreibt, was er versteht, der erwirbt sich, was er benötigt, und es geht ihm gut; andererseits hält er sich von dem fern, was er nicht versteht, und so begeht er keine Fehler und bleibt vor Unheil bewahrt.“

Die richtige Selbsteinschätzung bilde auch die Basis für das Ansehen, in dem man bei anderen stehe, und für erfolgreiches Zusammenwirken mit Gleichgesinnten. Wer darüber nicht verfüge, gehe meist fehl und mache sich zum Gespött.

„Auch in der Politik siehst du ja, dass Staaten, die ihre Kraft falsch einschätzen und sich mit mächtigeren Gegnern einlassen, entweder der Zerstörung oder der Versklavung anheimfallen.“

Nunmehr zeigt Xenophon Euthydemos als wissbegierigen Schüler, der von Sokrates dazu angehalten wird, die Selbsterforschung damit aufzunehmen, dass er sich um die Bestimmung des Guten in Abgrenzung vom Schlechten kümmert. Darin sieht Euthydemos zunächst keine Schwierigkeit; er führt nacheinander Gesundheit, Weisheit und Glückseligkeit als Merkmale des Guten an, muss aber jedes Mal die Relativierung durch Sokrates hinnehmen: „So ist wohl, lieber Sokrates, das Glück das am wenigsten angefochtene Gut.“ – „Sofern es nicht jemand, lieber Euthydemos, auf zweifelhaften Gütern aufbaut.“ Als zweifelhafte Güter in Bezug auf das Glück vermittelt Sokrates dem Euthydemos sodann Schönheit, Kraft, Reichtum und öffentliches Ansehen. Euthydemos gesteht sich ein: „Ja wahrhaftig, wenn ich auch mit dem Lob des Glücks nicht recht habe, dann muss ich bekennen, dass ich nicht weiß, was man von den Göttern erbitten soll.“
Nun erst lenkt Sokrates das Gespräch auf des Euthydemos’ Hauptinteressengebiet: die angestrebte Führungsrolle als Politiker in einem demokratischen Staatswesen. Was Euthydemos über das Wesen des Volkes (Demos) sagen könne, will Sokrates wissen. Mit Armen und Reichen kenne er sich aus, meint daraufhin Euthydemos, der zum Volk nur die Armen zählt. „Wen bezeichnest du als reich, wen als arm?“, fragt Sokrates. „Wer nicht das Lebensnotwendige besitzt, den nenne ich arm, den, dessen Besitz darüber hinausgeht, reich.“ – „Hast du schon einmal die Beobachtung gemacht, dass manche, die nur wenig besitzen, mit dem Wenigen zufrieden sind und sogar noch davon abgeben, während andere an einem beträchtlichen Vermögen noch nicht genug haben?“
Da fällt dem Euthydemos plötzlich ein, dass manche Gewaltmenschen Unrecht begehen wie die Ärmsten der Armen, weil sie mit dem, was ihnen gehört, nicht auskommen. Demnach, folgert Sokrates, muss man die Tyrannen zum Volk zählen, die Geringbemittelten aber, die mit ihrer Habe umzugehen verstehen, zu den Reichen. Euthydemos beschließt den Dialog: „Meine geringe Urteilskraft zwingt mich dazu, die Schlüssigkeit auch dieses Beweises einzugestehen. Ich weiß nicht, vielleicht ist es das beste, ich sage gar nichts mehr; ich bin doch nur in Gefahr, binnen kurzem mit meiner Weisheit am Ende zu sein.“
Abschließend erwähnt Xenophon, dass viele von denen, die Sokrates ähnlich zurechtgewiesen hatte, sich anschließend von ihm fernhielten, nicht aber Euthydemos, der fortan meinte, nur in der Gesellschaft des Sokrates ein tüchtiger Mann werden zu können.

### Annäherung an das Gute
Den unaufgebbaren Kern seines philosophischen Wirkens entwickelte Sokrates den Geschworenen im Prozess laut Platons Apologie, indem er jedem von ihnen für den Fall des Freispruchs bei einer künftigen Begegnung Vorhaltungen ankündigte:

„Bester der Männer, du, ein Bürger Athens, der größten und an Weisheit und Stärke berühmtesten Stadt, du schämst dich nicht, dich um Schätze zu sorgen, um sie in möglichst großer Menge zu besitzen, auch um Ruf und Geltung, dagegen um Einsicht und Wahrheit und um deine Seele, dass sie so gut werde wie möglich, darum sorgst und besinnst du dich nicht? Wenn aber einer von euch Einwendungen macht und behauptet, er sorge sich doch darum, so werde ich nicht gleich von ihm ablassen und weitergehen, sondern ihn fragen und erproben und ausforschen, und wenn er mir die Tüchtigkeit nicht zu besitzen scheint, es aber behauptet, so schelte ich ihn, dass er das Wertvollste am wenigsten achte, das Schlechtere aber höher.“

Nur Wissen um das Gute dient dem eigenen Besten und befähigt dazu, Gutes zu tun, denn nach der Überzeugung des Sokrates tut niemand wissentlich Übles. Sokrates bestritt, dass jemand gegen die eigene bessere Erkenntnis handeln kann. Er verneinte damit die Möglichkeit der „Willensschwäche“, die später mit dem von Aristoteles geprägten Fachausdruck Akrasia bezeichnet wurde. Diese Behauptung gehörte in der Antike zu den bekanntesten Leitsätzen der Sokrates zugeschriebenen Lehre. Dabei handelt es sich zugleich um eines der sogenannten sokratischen Paradoxa, weil die These mit der landläufigen Lebenserfahrung nicht übereinzustimmen scheint. Paradox erscheint in diesem Zusammenhang auch die Behauptung des Sokrates, nicht zu wissen. Der von Sokrates irrtümlich vertretenen Auffassung, ein gebildeter Mensch müsse aufgrund eines Zusammenhangs von Wissen und Moralität auch ein guter Mensch sein, lagen kognitive, kommunikative und gesellschaftliche Modellvorstellungen zugrunde.
Martens differenziert das sokratische Nichtwissen. Demnach ist es zunächst als Abwehr des sophistischen Wissens aufzufassen. Auch bei den Wissensprüfungen von Politikern, Handwerkern und sonstigen Mitbürgern zeigt es sich als Abgrenzungswissen, als „Ablehnung eines auf Konventionen beruhenden Wissens der Arete“. In einer dritten Variante handelt es sich um ein Noch-nicht-Wissen, das zu weiteren Prüfungen anhält, und schließlich um die Abgrenzung von einem Evidenzwissen über das gute Leben bzw. über die rechte Art zu leben. Demnach war Sokrates davon überzeugt, dass man „mit Hilfe gemeinsamer vernünftiger Überlegung über ein bloß konventionelles und sophistisches Scheinwissen hinaus wenigstens zu vorläufig haltbaren Einsichten kommen könnte“.
Nach Döring löst sich dieser scheinbare Widerspruch zwischen Einsicht und Nichtwissen folgendermaßen auf: „Wenn Sokrates es für prinzipiell unmöglich erklärt, daß ein Mensch ein Wissen davon erlange, was das Gute, Fromme, Gerechte usw. sei, dann meint er ein allgemeingültiges und unfehlbares Wissen, das unverrückbare und unanfechtbare Normen für das Handeln bereitstellt. Ein solches Wissen ist dem Menschen nach seiner Auffassung grundsätzlich versagt. Was der Mensch allein erreichen kann, ist ein partielles und vorläufiges Wissen, das sich, mag es im Augenblick auch noch so gesichert erscheinen, dennoch immer bewußt bleibt, daß es sich im Nachhinein als revisionsbedürftig erweisen könnte.“ Sich um dieses unvollkommene Wissen zu bemühen in der Hoffnung, dem vollendeten Guten möglichst nahe zu kommen, ist demzufolge das Beste, was der Mensch für sich tun kann. Je weiter er darin vorankommt, desto glücklicher wird er leben.
Figal hingegen interpretiert die Frage nach dem Guten als über den Menschen hinausweisend. „In der Frage nach dem Guten liegt eigentlich der Dienst für den delphischen Gott. Die Idee des Guten ist letztlich der philosophische Sinn des delphischen Orakels.“

### Letzte Dinge
In dem Schlusswort, das Sokrates vor Gericht nach Platons Bericht an den ihm gewogenen Teil der Geschworenen richtete, begründete er die Unerschrockenheit und Festigkeit, mit der er das Urteil hinnahm, unter Hinweis auf sein Daimonion, das ihn zu keinem Zeitpunkt vor irgendeiner seiner Handlungen im Zusammenhang mit dem Prozess gewarnt habe. Seine Äußerungen über den bevorstehenden Tod drücken Zuversicht aus:

„Es muss wohl so sein, dass es etwas Gutes ist, was mir zustieß, und unmöglich können wir richtig vermuten, wenn wir glauben, das Sterben sei ein Übel. […] Lasst uns aber auch so erwägen, wie groß die Hoffnung ist, dass es etwas Gutes sei. Eins von beiden ist doch das Totsein: Entweder ist es ein Nichts-Sein, und keinerlei Empfindung mehr haben wir nach dem Tode – oder es ist, wie die Sage geht, irgendeine Versetzung und eine Auswanderung der Seele aus dem Orte hier an einen andern. Und wenn es keinerlei Empfindung gibt, sondern einen Schlaf, wie wenn einer schläft und kein Traumbild sieht, dann wäre der Tod ein wundervoller Gewinn […], denn dann erscheint die Ewigkeit doch um nichts länger als eine Nacht. Wenn dagegen der Tod wie eine Auswanderung ist von hier an einen andern Ort und wenn die Sage wahr ist, dass dort alle Gestorbenen insgesamt weilen, welches Gut wäre dann größer als dies, ihr Richter? Denn wenn einer ins Reich des Hades gelangt und, entledigt von diesen hier, die sich Richter nennen, dort die Wahrhaft-Richtenden anträfe, die, wie die Sage berichtet, dort Recht sprechen, Minos, Rhadamanthys und Aiakos und Triptolemos und alle andern Halbgötter, die sich in ihrem Leben als gerecht bewährten, würde die Wanderung dorthin zu verachten sein? Und gar mit Orpheus Umgang zu haben und mit Musaios und Hesiod und Homer, um welchen Preis würde einer von euch das wohl erkaufen?“

Nicht anders gab sich Sokrates den Freunden gegenüber, die ihn an seinem letzten Tag im Gefängnis aufsuchten, laut Platons Dialog Phaidon. Hier geht es um das Vertrauen in den philosophischen Logos „auch angesichts des schlechterdings Unausdenkbaren“, so Figal; „und da die Extremsituation nur zum Vorschein bringt, was auch sonst gilt, ist diese Frage die nach der Vertrauenswürdigkeit des philosophischen Logos überhaupt. Es wird zur letzten Herausforderung für Sokrates, sich für diese stark zu machen.“
Die Frage nach dem, was mit der menschlichen Seele beim Tod geschieht, wurde von Sokrates in seinen letzten Stunden ebenfalls erörtert. Gegen ihre Sterblichkeit spreche, dass sie an das Leben gebunden sei, Leben und Tod sich aber gegenseitig ausschlössen. Allerdings könne sie beim Herannahen des Todes ebenso verschwinden wie zerstieben. Figal sieht darin die vor Gericht von Sokrates eingenommene offene Perspektive auf den Tod bekräftigt und folgert: „Philosophie hat keinen letzten Grund, in den sie, sich selber begründend, zurückgehen kann. Sie erweist sich als abgründig, wenn man nach letzten Begründungen fragt, und darum muß sie, dort, wo es um ihre eigene Möglichkeit geht, auf ihre Weise rhetorisch sein: Ihr Logos muß als stärkster vertreten werden, und das geschieht am besten mit der Überzeugungskraft eines philosophischen Lebens – indem gezeigt wird, wie einer dem Logos vertraut und sich auf das, was der Logos darstellen soll, einläßt.“

## Nachwirkung

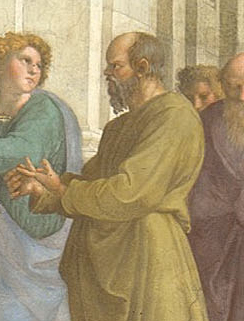
Die Schule von Athen von Raffael, Sokrates in der hinteren Reihe der linke Seite

Die beispielgebende philosophiegeschichtliche Folgewirkung von Sokrates’ Denken erstreckt sich auf zwei Hauptbereiche: die antike Zivilisation und die neuzeitliche westliche Philosophie, die mit der Renaissance begann. Die öffentliche Wahrnehmung der Persönlichkeit des Denkers und seines Wirkens ist seit der Renaissance in erster Linie von dem verklärenden Bild geprägt, das Platon von seinem verehrten Lehrer zeichnet. In der Altertumswissenschaft wird aber betont, dass der Quellenwert der literarisch gestalteten Werke Platons ebenso wie der aller sonstigen Berichte durchweg problematisch ist. Daher wird scharf zwischen dem „historischen Sokrates“ und den divergierenden Sokrates-Bildern Platons, Xenophons und anderer antiker Berichterstatter unterschieden. Die Geschichte der Nachwirkung des Sokrates ist die Geschichte der Rezeption dieser teils idealisierenden und legendenhaften Überlieferungen. Ob es überhaupt möglich ist, die philosophischen und politischen Anschauungen des historischen Sokrates zu rekonstruieren, ist in der Forschung stark umstritten.

### Die „kleinen Sokratiker“ und die großen Schulen der Antike
Die antike Literatur berichtet von zahlreichen Freunden und Schülern des Sokrates. Sieben von ihnen haben sich als Philosophen einen Namen gemacht: Platon, Xenophon, Antisthenes, Aristipp, Euklid von Megara, Aischines und der als Titelgestalt eines platonischen Dialogs bekannte Phaidon von Elis. Drei dieser Sokratesschüler – Platon, Antisthenes und Aristipp – wurden selbst zu Begründern bedeutender Schulen. Mit seiner schriftstellerischen und philosophischen Größe überragt Platon die anderen Fortsetzer der sokratischen Tradition im Urteil der Nachwelt so deutlich, dass von ihnen meist als den „kleinen Sokratikern“ die Rede ist. Zur Darstellung ihrer Ansichten bedienten sich die Sokratiker gern der Form des „sokratischen Dialogs“, eines fiktiven, literarisch gestalteten Gesprächs, in dem die Figur des Sokrates eine maßgebliche Rolle spielt.
Als prominentester Sokratiker der ersten Dekade nach dem Tod des Meisters gilt Antisthenes, der vor allem das sokratische Ideal der größtmöglichen Anspruchslosigkeit hinsichtlich der äußeren Lebensumstände aufgriff und zum markanten Merkmal seiner Richtung machte. Wie Sokrates stellte er die Erkenntnis und Verwirklichung der richtigen Lebensweise in den Mittelpunkt seiner Bemühungen. Jede nicht darauf abzielende Gelehrsamkeit hielt er für überflüssig. Er teilte zwar die sokratische Überzeugung, dass die Tugend für das Lebensglück ausreiche, übernahm aber nicht die These des Sokrates, dass jeder, der das Gute erkannt habe, zwangsläufig gut lebe und handle. Vielmehr ist nach der Meinung des Antisthenes neben dem Wissen um das Gute auch eine Willenskraft wie die, die Sokrates im Ertragen von Entbehrungen bewies, unbedingt erforderlich. Solche Kraft sei durch gezieltes Einüben der Anspruchslosigkeit zu erlangen. Daher solle man sich Strapazen und Mühen aussetzen. Der einzige namentlich bekannte Schüler des Antisthenes, Diogenes von Sinope, machte diese Forderung, die auf größtmögliche Autarkie abzielte, zum Kern seines Philosophierens. Sie wurde zum demonstrativen Hauptmerkmal der Kyniker, die dem Vorbild des Diogenes folgten.
Einen anderen Weg schlugen Aristipp und die von ihm initiierte Schule der Kyrenaiker ein. Zwar übernahmen sie den allgemeinen Grundsatz der Sokratiker, dass man sich auf die gezielte Verwirklichung der richtigen Lebensweise konzentrieren solle und dass es dabei auf die Wahrung der inneren Unabhängigkeit in allen Lebenslagen ankomme, doch betrachteten sie die durch den Körper vermittelte Lust als das höchste Gut und bejahten daher Reichtum und Luxus.
Euklid von Megara knüpfte in erster Linie an die von Sokrates gestellte Frage nach dem Guten an und betonte dessen Einheit. In der Lehre vom Guten scheint er Sokrates weitgehend gefolgt zu sein, doch lehnte er das von seinem Meister bevorzugte Argumentieren mit Analogien als nicht beweiskräftig ab.
Sehr unterschiedlich beurteilten die großen Philosophenschulen, die sich im 4. und frühen 3. Jahrhundert v. Chr. ausformten, das Erbe der Sokratik. In der Platonischen Akademie und in der Stoa genoss Sokrates als Leitfigur höchstes Ansehen. Die Stoiker sahen in ihm das Vorbild schlechthin, da er in seinem Leben die Übereinstimmung von Erkenntnis, Wort und Tat mit einzigartiger Konsequenz verwirklicht habe, insbesondere durch seine musterhafte Affektbeherrschung. Für sie war er nicht ein ironischer und skeptischer Weisheitssucher, sondern ein vollendeter Weiser. Distanziert war hingegen die Haltung des Aristoteles und seiner Schule, des Peripatos. Die Peripatetiker pflegten die Gelehrsamkeit und interessierten sich für die Sokratik fast nur unter philosophiegeschichtlichem Gesichtspunkt. Von Aristoteles stammt die seither geläufige Feststellung, Sokrates habe sich von der Naturphilosophie völlig abgewandt und in der Philosophiegeschichte eine neue Epoche eingeleitet, die durch Ausrichtung auf die Ethik gekennzeichnet sei. Der Peripatetiker Aristoxenos verfasste eine Sokratesbiographie, in der er ein negatives Bild des Denkers zeichnete. Er berief sich auf Angaben seines Vaters, der Sokrates persönlich gekannt hatte. Ablehnend war auch die Einstellung der Epikureer. Schon der Schulgründer Epikur tadelte die sokratische Ironie, die er anscheinend als Ausdruck von Überheblichkeit missbilligte, und seine Schüler polemisierten heftig gegen Sokrates, wobei sie ihm eine unredliche Gesinnung unterstellten.
In der Akademie kam es in den sechziger Jahren des 3. Jahrhunderts v. Chr. zu einer folgenschweren Wende, als sich die Schule Platons dem „akademischen Skeptizismus“ zuwandte. Mit diesem Schritt gab der Scholarch Arkesilaos der Akademie eine völlig neue Ausrichtung, wobei er sich auf Sokrates berief. Den Ausgangspunkt seiner Erkenntnistheorie bildete die sokratische Frage nach der Erreichbarkeit sicheren Wissens. Nach dem Vorbild des Sokrates argumentierte Arkesilaos gegen fremde Ansichten mit dem Ziel, fragwürdige Gewissheiten ins Wanken zu bringen. Er wollte zeigen, dass das angebliche Wissen der Vertreter dogmatischer Behauptungen in Wirklichkeit von unbewiesenen Annahmen ausgehe und es sich daher um bloße Meinungen handle. Mit seinem methodischen Zweifel zog er eine radikale Konsequenz aus der sokratischen Forderung, Scheinwissen zu entlarven. Seine Kernthese war, dass die Behauptung, ein gesichertes Wissen erlangt zu haben, prinzipiell nicht verifizierbar sei. Dieser Skeptizismus wurde von den Nachfolgern des Arkesilaos noch ausgebaut und blieb für die Akademie bis zu ihrem Untergang im 1. Jahrhundert v. Chr. das maßgebliche Konzept.

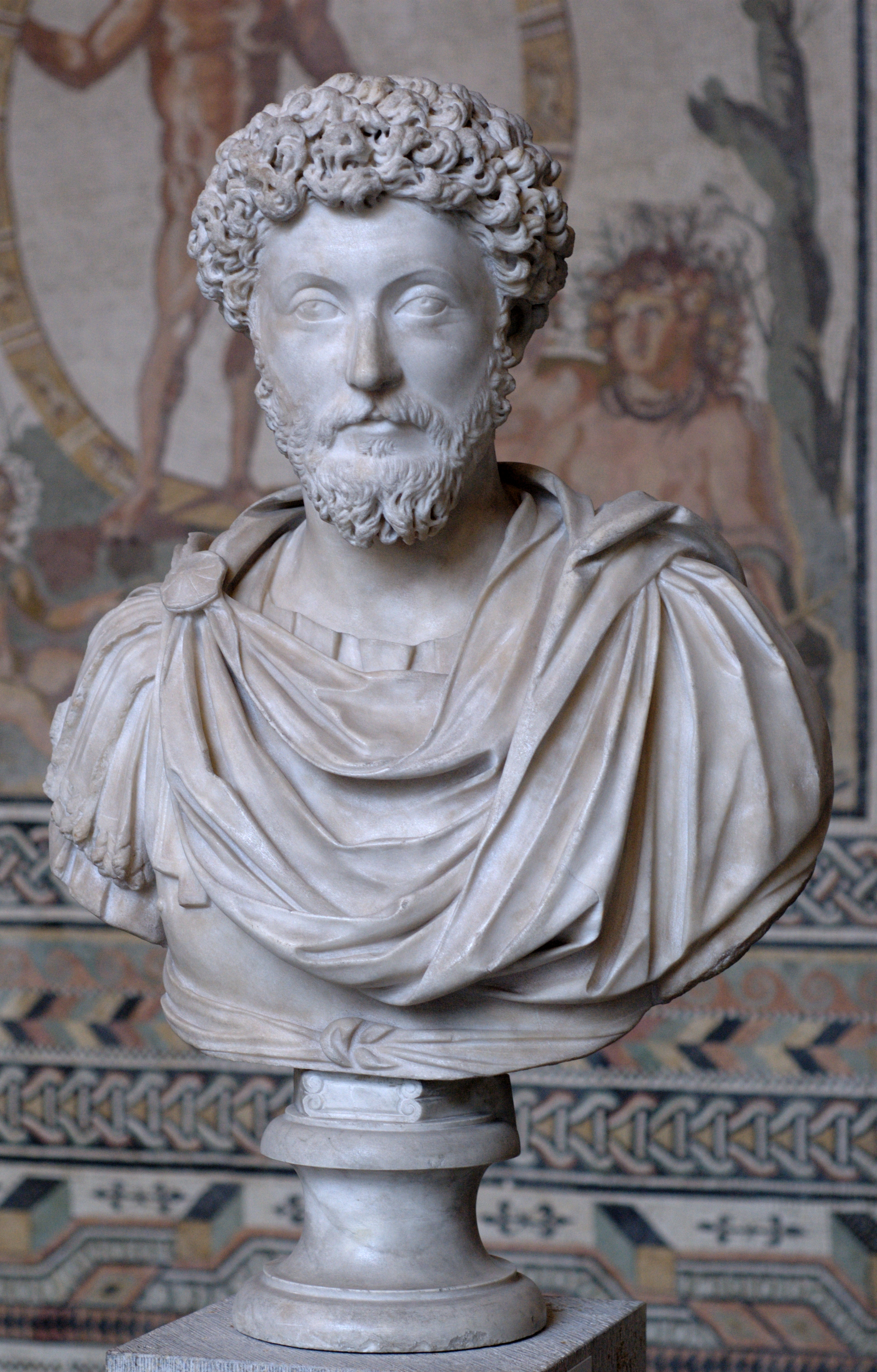
Büste des römischen Kaisers und stoischen Philosophen Mark Aurel

In der römischen Kaiserzeit kam es bei Stoikern und Platonikern zu einer intensiven Rückbesinnung auf Sokrates und seine Philosophie. Besonders die Stoiker Seneca und Epiktet stellten ihren Zeitgenossen unermüdlich das Beispiel des berühmten Atheners vor Augen. Als Seneca sich auf Befehl von Kaiser Nero das Leben nehmen musste, gestaltete er nach der Schilderung des Tacitus seinen Tod in Nachahmung des klassischen griechischen Vorbilds. Auch Kaiser Mark Aurel, der letzte bedeutende Philosoph der Stoa, bezog sich auf Sokrates als Vorbild. Nach Mark Aurels Rat soll man sich dem Geist zuwenden, der im Menschen wohnt und „sich, wie Sokrates sagte, von den sinnlichen Leidenschaften entfernt hat, sich den Göttern unterstellt hat und sich vorrangig um die Menschen kümmert“.
Bei den Neuplatonikern, deren Lehren den spätantiken philosophischen Diskurs maßgeblich bestimmten, trat die Gestalt des Sokrates in den Hintergrund. Die sokratische Aufforderung zur Selbsterkenntnis und Selbstformung bildete aber weiterhin den Ausgangspunkt und ein zentrales Element des Philosophierens. In dieser Zeit, in der die Erlösungsbedürftigkeit des vom göttlichen Bereich abgeschnittenen Menschen stark betont wurde, erschien Sokrates als Gottesgeschenk. Nach der Darstellung des Neuplatonikers Hermeias von Alexandria war er ein Gesandter der Götterwelt, der als Wohltäter zu den Menschen geschickt wurde, damit sie sich der Philosophie zuwandten.

### Eine zeitgenössische gegnerische Sichtweise
Originaltexte der Ankläger des Sokrates sind nicht überliefert, aber eine verlorene Polemik gegen ihn, die von dem Rhetor Polykrates verfasste Anklage des Sokrates, ist anhand der indirekten Überlieferung teilweise rekonstruierbar. Sie entstand im frühen 4. Jahrhundert v. Chr. und galt später in weiten Kreisen als tatsächlich beim Prozess gehaltene Rede. Unklar ist, ob Polykrates die Schrift nur als sophistische Stilübung betrachtete oder den Philosophen ernstlich diffamieren wollte. Jedenfalls urteilte er aus der Perspektive eines Anhängers der 403 v. Chr. restaurierten athenischen Demokratie. Neben den Vorwürfen, die Religion und den Zusammenhalt der Familien zu zerrütten, brachte der Rhetor auch politische Beschuldigungen vor. Er rückte Sokrates in die Nähe der oligarchischen Kreise, die für die überwundene Terrorherrschaft der Dreißig verantwortlich waren.

### Legendenbildung und literarische Rezeption
Ab dem 4. Jahrhundert v. Chr. verbreitete sich eine Legende, der zufolge Xanthippe nicht die einzige Gattin des Sokrates war. Es hieß, er habe zwei Ehefrauen gehabt. Nach einer erst in der römischen Kaiserzeit bezeugten Version lebten beide in seinem Haus und stritten ständig untereinander und mit ihm, er jedoch nahm beide nicht ernst und lachte sie aus. Außerdem wurde erzählt, die streitsüchtige Xanthippe habe ihn mit schmutzigem Wasser übergossen.
Der im 2. Jahrhundert schreibende Satiriker Lukian verhöhnte Sokrates in seinen Totengesprächen. Dort erzählt der Unterwelthund Kerberos als Augenzeuge, wie Sokrates ins Totenreich hinabstieg. Nach seinem Bericht wirkte der Philosoph nur anfangs gleichmütig, als er die Zuschauer mit seiner Unerschütterlichkeit beeindrucken wollte. Dann aber, als er sich in den Abgrund bückte und das Dunkel sah und von Kerberos beim Fuß hineingezogen wurde, heulte er wie ein kleines Kind.
Im 3. Jahrhundert präsentierte der Schriftsteller Aelian eine phantasievolle Darstellung der Umstände, die zur Hinrichtung des Sokrates führten. Sein Bericht ist als Quelle für die historischen Vorgänge wertlos, zeigt aber, mit welchen Kolportagen die Überlieferung in der römischen Kaiserzeit ausgeschmückt und zu einer Legende ausgestaltet wurde. Nach der anekdotischen Schilderung Aelians plante Anytos, einer von Sokrates’ Feinden, mit einigen Anhängern die Anklage. Wegen einflussreicher Freunde des Philosophen bestand jedoch die Gefahr, damit zu scheitern und dann wegen falscher Beschuldigung selbst bestraft zu werden. Daher wollte man zunächst in der Öffentlichkeit gegen ihn Stimmung machen. Aristophanes, der zu den von Sokrates kritisierten Possenreißern gehörte, wurde – „gewissenlos und bedürftig, wie er war“ – dafür bezahlt, dass er Sokrates zu einer Figur der Komödie Die Wolken machte. Beim Publikum setzten sich nach anfänglichem Befremden Spottlust und Schadenfreude gegenüber dem Philosophen durch. Dieser wurde der Lächerlichkeit preisgegeben und als ein sophistischer Schwätzer dargestellt, der neuartige Dämonen einführe, die Götter verachte und das auch seine Schüler lehre. Sokrates aber, selbst unter den Zuschauern der Aufführung, erhob sich demonstrativ, um für alle kenntlich zu sein, und setzte sich das ganze Stück hindurch voller Verachtung dem Spott des Aristophanes und der Athener aus. – In dieser Anekdote erscheint Sokrates als stoischer Weiser. Die Anklage gegen ihn wird mit der einzigen Aufführung der Wolken, die rund ein Vierteljahrhundert zuvor stattgefunden hatte, verwoben.

### Kirchenväter
Im antiken Christentum bildeten Prozess und Tod des Sokrates eine gängige Parallele zur Kreuzigung Jesu, die aber problematisch war, da sie die Einzigartigkeit Christi gefährden konnte. Man maß dem Philosophen eine Rolle als religiöser Erzieher zu, besonders aufgrund seiner christlich adaptierten Aufforderung zur rechten – im christlichen Sinn: demütigen – Selbsterkenntnis. Ein wichtiger Gesichtspunkt war auch die Parallele zwischen dem zu Unrecht aus religiösen Gründen verfolgten und angesichts des Todes unerschütterlichen Sokrates und den christlichen Glaubenszeugen, die den Christenverfolgungen im Römischen Reich zum Opfer fielen. Justin der Märtyrer, ein Apologet und Kirchenvater des 2. Jahrhunderts, stellte Sokrates als einen Vorläufer der christlichen Märtyrer dar, der eine eingeschränkte Kenntnis des mit Christus gleichzusetzenden Logos erlangt habe. Er habe versucht, die Menschen vom Götzenkult abzubringen, und habe sie zur Suche nach dem unbekannten wahren Gott aufgefordert. Ebenso wie die Christen sei er beschuldigt worden, in der Religion eine Neuerung einzuführen und nicht an die staatlich anerkannten Götter zu glauben. – Als Überwinder des Polytheismus und Wegbereiter des Christentums erscheint Sokrates bei Clemens von Alexandria. Der spätantike Kirchenvater Augustinus lobte den Philosophen als einen Aufdecker der damaligen Unwissenheit.
Neben solchen positiven Einschätzungen wurden aber auch stark abwertende vorgebracht. Dezidiert negativ fiel das Urteil der Kirchenväter Johannes Chrysostomos, Kyrill von Alexandria und Theodoret aus. Unter anderem wurde die Legende von den beiden zänkischen Ehefrauen herangezogen, um den Philosophen lächerlich zu machen.
Unterschiedlich beurteilten die Kirchenschriftsteller das Daimonion. Clemens von Alexandria meinte, es handle sich um den Schutzengel des Philosophen. Andere Theologen, insbesondere Tertullian, kamen zu einer negativen Einschätzung. Tertullian, der sich auch sonst über Sokrates abfällig äußerte und ihm Ruhmbegier als Motiv unterstellte, sah in dem Daimonion einen bösen Dämon.

### Mittelalter

#### Abendländischer Kulturkreis
Im Mittelalter war der größte Teil der antiken Quellen zu Sokrates im Abendland verschollen. Dennoch erhielt der berühmte Ethiker in der lateinischsprachigen Gelehrtenwelt einen respektablen Platz neben Platon und Aristoteles. Oft wurde er zusammen mit Platon bildlich dargestellt. Die Abbildungen in Handschriften zeigen ihn stets als würdigen Mann, der seine Schüler belehrt oder einen Text niederschreibt. Isidor von Sevilla und Hugo von St. Viktor sahen in Sokrates den Begründer und Protagonisten der paganen Ethik.
Zwar sprach Notker Labeo dem paganen Philosophen die Fähigkeit ab, das höchste Gut zu kennen und die wahre Quelle der Seligkeit zu finden, doch in der Regel äußerten sich die mittelalterlichen Autoren anerkennend. Johannes von Salisbury verherrlichte den „fröhlichen Sokrates“ als denjenigen, dem keine Gewalt etwas anhaben könne. Petrus Alfonsi würdigte ihn in seiner Disciplina clericalis als Warner vor religiöser Heuchelei. Nach der Summa Quoniam homines des Alanus ab Insulis sagte Sokrates dem König von Athen, dass es nur einen einzigen Gott gebe, den Schöpfer des Himmels und der Erde.
Große spätmittelalterliche Kompilationen boten dem gebildeten Lesepublikum Materialsammlungen. Vinzenz von Beauvais stellte enzyklopädisch Quellentexte zu Sokrates zusammen. Der im frühen 14. Jahrhundert kompilierte, zu Unrecht Walter Burley zugeschriebene Liber de vita et moribus philosophorum, ein im Spätmittelalter außerordentlich beliebtes doxographisches Handbuch, enthält ein umfangreiches Kapitel über Sokrates.
Zu den Bewunderern des Sokrates zählte im 14. Jahrhundert der einflussreiche Humanist Francesco Petrarca. Er betrachtete ihn als den weisesten aller Philosophen und als Verkörperung der vier Kardinaltugenden.
Im 15. Jahrhundert wurde die Basis der Kenntnisse über Sokrates durch die Auswertung von Handschriftenfunden und die Übersetzungstätigkeit der Humanisten stark verbreitert. Platons Dialoge und seine Apologie, Werke Xenophons sowie die biographisch-doxographische Darstellung bei Diogenes Laertios wurden durch Übersetzung aus dem Griechischen ins Lateinische einer breiten gebildeten Öffentlichkeit zugänglich gemacht. Die führenden Florentiner Politiker Coluccio Salutati und Leonardo Bruni betrachteten den antiken Denker als bedeutende Autorität und bezogen die sokratische Tradition in ihr humanistisches Bildungsprogramm ein. Auf neu erschlossenes Quellenmaterial stützte sich Brunis Schüler Giannozzo Manetti, als er 1440 die erste Sokratesbiographie seit der Antike verfasste. Sein Werk erlangte weite Verbreitung und prägte das Sokratesbild nachhaltig. Manetti beschrieb den Philosophen in erster Linie als musterhaften republikanisch gesinnten Staatsbürger und deutete das Daimonion als Engel. Seine Auswahl und Präsentation des Quellenmaterials zielte darauf ab, das Idealbild eines Philosophen nach humanistischen Kriterien zu zeichnen und dem Leser die sokratische praxisbezogene Ethik als überlegene Alternative zur damaligen scholastischen Schulphilosophie vor Augen zu stellen.
Nikolaus von Kues knüpfte mit seinem Konzept der „belehrten Unwissenheit“ an das sokratische Nichtwissen an. Der Titel seiner 1449 verfassten Rechtfertigungsschrift Apologia doctae ignorantiae (Verteidigung der belehrten Unwissenheit) ist eine Anspielung auf die Apologie des Sokrates, die Verteidigungsrede vor Gericht. Eine von Nikolaus’ literarischen Figuren, der „Laie“, ist eine Verkörperung der Sokrates-Gestalt.

#### Arabischsprachige Welt
Bei den mittelalterlichen arabischsprachigen Philosophen und Theologen war Sokrates als Suqrāṭ bekannt. Er galt als Schüler des Pythagoras. Positiv vermerkt wurde, dass er Monotheist und ein bedeutender Asket gewesen sei und sich dem Götterkult der Griechen widersetzt habe. Im 9. Jahrhundert verfasste der Philosoph al-Kindī fünf Schriften über Suqrāṭ, von denen nur eine erhalten geblieben ist. Besonders intensiv rezipierte der im späten 8. und frühen 9. Jahrhundert tätige persische Philosoph ar-Rāzī die Überlieferung aus der Antike; er nahm sich die gemäßigte Askese des Suqrāṭ zum Vorbild. Die meisten arabischen Spruchsammlungen und Doxographien enthalten Abschnitte, die dem berühmten Athener gewidmet sind. Auch biographische Berichte fanden beträchtliche Verbreitung. Das Sokratesbild war stark von dem reichhaltigen anekdotischen Material beeinflusst, das in den Sammlungen von Erzählstoff zusammengestellt war und als authentisch galt.

### Frühe Neuzeit

#### Philosophie
Die Humanisten des 16. Jahrhunderts brachten der von Sokrates verkörperten Ernsthaftigkeit ethischen Forschens und Handelns hohe Wertschätzung entgegen. Die Bewunderung des antiken Vorbilds fand ihren prägnantesten Ausdruck in dem oft zitierten Ausruf: „Heiliger Sokrates, bitte für uns!“ Erasmus formulierte dieses für zeitgenössische Leser provozierende „Gebet“, das aber nicht ganz ernst gemeint war, denn er bemerkte dazu einschränkend, er könne sich nur mit Mühe zurückhalten, es auszusprechen. Wie zahlreiche Humanisten war Erasmus der Ansicht, Sokrates habe mit seiner Lebensführung christliche Werte vorweggenommen.
Girolamo Cardano übte in seiner Schrift De Socratis studio vernichtende Kritik an dem berühmten Denker, dem er Unehrlichkeit, Ignoranz und eine bildungsfeindliche Haltung vorwarf.
Michel de Montaigne sah im Leben und Tod des Sokrates ein exemplarisches Leitbild und betrachtete sich als seinen Schüler. Er schätzte die einfache Menschlichkeit und Anspruchslosigkeit des Atheners sowie seine Skepsis gegenüber dogmatischen Behauptungen und das Bekenntnis zur Unwissenheit. Das Ideal einer natürlichen, anstrengungslos verwirklichten Tugend, dem Montaigne nachstrebte, meinte er in Sokrates verkörpert zu finden. Sein Sokratesporträt stellt seine eigene Vorstellung von einem gelungenen Leben dar.
Im Jahr 1650 erschien eine neue, von dem Gräzisten François Charpentier verfasste Sokratesbiographie, La vie de Socrate, die für die folgenden Jahrzehnte eine der einflussreichsten Darstellungen wurde.
In der Epoche der Aufklärung setzte sich die bewundernde Rezeption der Musterhaftigkeit des Sokrates fort. Er galt nun als Vorkämpfer der Vernunft, als tugendhafter Volkserzieher und als Streiter gegen einen bornierten religiösen Dogmatismus. Antiklerikale Aufklärer verherrlichten ihn als Widersacher einer böswillen, vom Aberglauben lebenden Priesterschaft. Vergleiche seiner Verfolgung mit aktuellen Konflikten waren naheliegend. Zu den zahlreichen Verbreitern des aufklärerischen Sokratesbildes zählten Christian Thomasius (1655–1728), der Charpentiers Werk ins Deutsche übersetzte, der Deist Anthony Collins (1676–1729), der in dem athenischen Philosophen den ersten prominenten „Freidenker“ sah, und Denis Diderot (1713–1784), der in der Encyclopédie den bewunderungsvollen Artikel über die sokratische Philosophie beisteuerte. Die Fragen, inwieweit Sokrates Gemeinsamkeiten mit Christus aufweise und ob ihm eine natürliche Gotteserkenntnis zuzutrauen sei, wurden kontrovers erörtert. Dabei bildete der Kampf zwischen den Aufklärern und ihren konservativen, kirchlich orientierten Gegnern den stets präsenten Bezugsrahmen, der die gegensätzlichen Bewertungen der historischen Vorgänge bestimmte. Im 18. Jahrhundert erreichte der Einfluss des antiken Vorbilds seine größte Intensität.
Rousseau berief sich 1750 auf Sokrates als Zeugen für seine Zivilisationskritik: „Sokrates preist die Unwissenheit! Glaubt man etwa, unsere Wissenschaftler und Künstler würden ihn zu einem Wechsel seiner Ansicht bewegen, wenn er unter uns auferstände? Nein, meine Herren, dieser gerechte Mann würde weiterhin unsere eitlen Wissenschaften verachten.“ Nach Rousseaus Meinung würde ein auferstandener Sokrates ebenso wie der historische seinen Schülern statt Büchern und Vorschriften „nur das Vorbild und das Andenken seiner Tugend“ hinterlassen. Allerdings bemängelte Rousseau, dass Sokrates bloßer Theoretiker geblieben sei und sich nicht zu einer politischen Großtat aufgeschwungen habe.
Der christliche Philosoph Johann Georg Hamann, dessen Sokratische Denkwürdigkeiten 1759 erschienen, kritisierte die verbreiteten aufklärerischen Sokratesbilder, die er für erstarrt hielt. In Wirklichkeit sei Sokrates weder Rationalist noch Christ avant la lettre gewesen. Solchen Deutungen setzte Hamann die Forderung entgegen, den antiken Denker als lebendigen Menschen zu erfassen. Nach seiner Überzeugung kann man den genialen Philosophen nur verstehen, wenn man seinen Geist in sich spürt und ihm nachlebt. Gegen die gängige Verherrlichung der Vernunft machte Hamann das sokratische Nichtwissen geltend.
Kant schätzte das sokratische Wissen des Nichtwissens und die „ganz neue praktische Richtung“, die Sokrates der griechischen Philosophie gegeben habe. Überdies habe er eine außergewöhnliche Übereinstimmung von Leben und Lehre erreicht; er sei „fast unter allen Menschen der einzige gewesen, dessen Verhalten der Idee eines Weisen am nächsten kommt“. Nach Kants Urteil war die „gelehrte“ Unwissenheit des Sokrates eine „rühmliche“ im Gegensatz zur „gemeinen“, weil sie darauf beruhte, dass er die Grenze zwischen den Bereichen des Erkennbaren und des Nichterkennbaren erfasst hatte. Solche Kenntnis der eigenen Unwissenheit „setzt also Wissenschaft voraus und macht zugleich bescheiden“, während „das eingebildete Wissen aufbläht“. Das große Verdienst des Sokrates ist aus Kants Sicht die Entlarvung des Scheinwissens.

#### Pädagogik
In der Pädagogik der Aufklärung wurde die sokratische Methode der Wissensvermittlung intensiv diskutiert. Sie galt in dieser Epoche, in der die Erziehungswissenschaft entstand, als fortschrittlich und wurde gerühmt und empfohlen, aber auch kritisiert. Befürworter stilisierten sie zum Idealbild pädagogischer Praxis. Das Ziel der sokratisch orientierten Pädagogen war, an die Stelle des mechanischen Auswendiglernens das Fördern der inneren aktiven Aneignung des Lehrstoffs zu setzen. Kant empfahl für den Schulunterricht die sokratische Methode, wenngleich er meinte, sie sei „freilich etwas langsam“, im Gruppenunterricht schwer anzuwenden und nicht für jeden Stoff geeignet. Kritik übte Johann Heinrich Pestalozzi, der das „Sokratisieren“ für eine bloße Modeerscheinung hielt. Pestalozzi befand, man habe davon geträumt, den Verstand der Kinder hervorzulocken und aus dem Nichts Wunder hervorzurufen. Die Befähigung zu einem echten sokratischen Dialog habe er bei keinem seiner Zeitgenossen gefunden.

#### Belletristik
Christoph Martin Wieland begeisterte sich in seiner Jugendzeit für Sokrates, dessen Rolle als Volkserzieher er selbst für seine Zeit übernehmen wollte. Er veröffentlichte 1756 seinen literarischen Dialog Gespräch des Sokrates mit Timoclea, von der scheinbaren und wahren Schönheit. Für Wieland war Sokrates ein kultivierter, galanter, selbstsicherer, geschickt disputierender Spötter, Ästhet und Lebenskünstler und zugleich Verkörperung der Humanität, der Annäherung an das Ideal der menschlichen Vollkommenheit.
In Francesco Griselinis 1755 entstandener Tragikomödie Socrate filosofo sapientissimo wird die Hetäre Timandra von Meletos bestochen; sie soll Sokrates verführen, damit eine Intrige gegen den Philosophen gelingt, die Alkibiades gegen ihn aufbringen soll. Das Vorhaben scheitert jedoch an der Überlegenheit des Sokrates, der seinerseits Timandra von ihrem Lebenswandel abbringt.
Voltaire, der manchen seiner Bewunderer als neuer Sokrates galt, veröffentlichte 1759 das satirische, mit komödienhaften Elementen angereicherte Drama Socrate. Hier fällt Sokrates der Rachsucht des Priesters Anitus, dem er seine Pflegetochter verweigert hat, zum Opfer. Der gekränkte Anitus setzt seine Interessen mit denen der Götter gleich. Sokrates ist zwar der Held des Stücks, doch wird seine Gestalt mit ironischer Distanz gezeichnet. Das Hauptanliegen des antiklerikalen Autors ist die Verspottung bigotter Heuchelei und einer korrupten Justiz.
Für eine Bearbeitung des tragischen Stoffs in Komödienform entschied sich Jean-Marie Collot d’Herbois, ein namhafter Politiker der Französischen Revolution. Sein Stück Le procès de Socrate wurde 1790 in Paris uraufgeführt. Hier ist Sokrates ein Vorläufer des aufklärerischen Deismus.
Friedrich Hölderlin fragte in seiner 1798 publizierten Ode Sokrates und Alcibiades, warum Sokrates den Jüngling Alkibiades geliebt habe, als wäre er ein Gott, und gab die Antwort: „Wer das Tiefste gedacht, liebt das Lebendigste.“

#### Bildende Kunst
Das bekannteste neuzeitliche Sokratesbild ist seine Darstellung auf Raffaels Fresko Die Schule von Athen (1510–1511), wo er im Gespräch mit dem jungen Xenophon zu sehen ist.
Szenen im Gefängnis, insbesondere die Sterbeszene, waren im 17. und 18. Jahrhundert ein beliebtes Sujet der Malerei, vor allem in Frankreich. Die bekannteste Ausführung der Sterbeszene ist das 1787 entstandene Ölgemälde von Jacques-Louis David, das sich heute im Metropolitan Museum of Art in New York befindet. Weitere Bilder, die dieses Motiv zeigen, stammen von Benjamin West (1756), Gianbettino Cignaroli (1759), Gaetano Gandolfi (1782) und Pierre Peyron (1787).
Ein erotisches Thema wurde im späten 18. und frühen 19. Jahrhundert gern gewählt: Sokrates als Mahner, der Alkibiades aus einer sexuellen Verstrickung rettet. Die Tapferkeit des Sokrates in der Schlacht und angesichts des Todes ist das Sujet einer Gruppe von Reliefs Antonio Canovas aus dem späten 18. Jahrhundert.

#### Musik
In der frühneuzeitlichen Oper wurde die Komik der antiken Legende von den zwei Ehefrauen des Sokrates aufgegriffen. Nicolò Minato verwertete das Bigamie-Motiv in einem Libretto, das von Antonio Draghi vertont wurde. Die Uraufführung dieses Scherzo drammatico mit dem Titel La patienza di Socrate con due moglie fand 1680 im kaiserlichen Ballhaus in Prag statt. Später wurde das Libretto ins Deutsche übersetzt und von Johann Ulrich von König bearbeitet. In dieser Fassung verwendete es Georg Philipp Telemann für sein musikalisches Lustspiel Der geduldige Sokrates, das 1721 in Hamburg uraufgeführt wurde und ein großer Erfolg war.

### Moderne

#### Philosophische und kulturgeschichtliche Perspektiven des 19. Jahrhunderts
Friedrich Schleiermacher äußerte 1815 in seiner Abhandlung Über den Werth des Sokrates als Philosophen seine Verwunderung darüber, dass „die Zeichnung, welche man von diesem merkwürdigen Manne zu entwerfen pflegt“, nicht mit der ihm zugeschriebenen historischen Bedeutung als Initiator einer neuen Epoche der Philosophiegeschichte zusammenstimme. In der Überlieferung erscheine Sokrates als „Virtuose des gesunden Menschenverstandes“; seine Gedanken seien von solcher Art, dass jeder gesunde Verstand von selbst darauf verfallen müsse. Außerdem sei die Sokrates zugeschriebene Beschränkung auf ethische Fragen eine für die Entwicklung der Philosophie nachteilige Einseitigkeit. So gesehen gehöre Sokrates nicht in die Geschichte der Philosophie, sondern höchstens in die der allgemeinen Bildung. Dann aber sei sein gewaltiger Einfluss unerklärlich. Daher müsse man davon ausgehen, dass er doch etwas Bedeutenderes geleistet habe, als der Quellenbefund erkennen lasse. Das sei die Einführung der Dialektik, als deren eigentlicher Urheber er zu betrachten sei.
Für Hegel ist Sokrates eine welthistorische Person. Sein Wirken markiert einen Hauptwendepunkt des Geistes in sich selbst: den Beginn des Wissens des Bewusstseins von sich als solchem. Er ist der „Erfinder“ der Moral im Unterschied zur Sittlichkeit, denn bei ihm steht die Einsicht, die moralisches Handeln bewirkt, höher als Sitte und Vaterland. Die Moral ist im Gegensatz zur traditionellen, unbefangenen Sittlichkeit mit Reflexion verbunden. Die historischen Folgen dieser Neuerung waren gravierend. Durch die damit aufgehende innere Welt der Subjektivität trat ein Bruch mit der Wirklichkeit ein: Nicht mehr der Staat, sondern die Gedankenwelt erschien als die wahre Heimat. Damit wurde ein revolutionäres Prinzip in Athen eingeführt. Daher ist aus Hegels Sicht das Todesurteil verständlich, denn Sokrates beschädigte mit seinem Einfluss auf die Jugend das Verhältnis zwischen den Generationen und gefährdete das Staatswohl. Gemäß dem hegelschen Staatsverständnis steht es dem Staat zu, gegen solche Aktivitäten einzuschreiten. Andererseits war aber für Hegel auch Sokrates im Recht, denn er war ein Werkzeug des Weltgeistes, der sich seiner bediente, um sich zu einem höheren Bewusstsein zu erheben. Demnach handelte es sich um einen unlösbaren tragischen Konflikt zwischen Vertretern berechtigter Anliegen.
Für Schelling war Sokrates der Mann, der durch seine Dialektik „freiem Leben, freier unterschiedener Mannichfaltigkeit Raum schaffte“ und „die Philosophie aus der Enge des bloß substantiellen und unfreien Wissens in die Weite und Freiheit des verständigen, unterscheidenden, auseinandersetzenden Wissens führte“. Er konnte aber „seiner Zeit nur als ein sie verwirrender Geist erscheinen“.

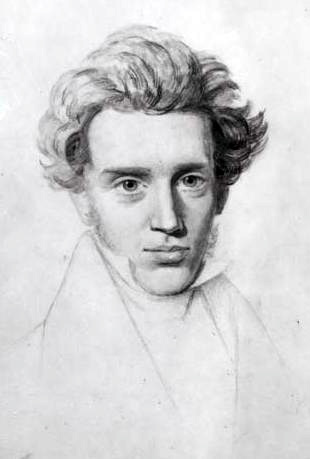
Søren Kierkegaard

Kierkegaard sah in Sokrates den einzigen ihm geistesverwandten Philosophen der Vergangenheit. An der sokratischen Haltung schätzte er neben der Betonung des Unterschieds von Wissen und Nichtwissen die unauflösliche Mischung von Scherz und Ernst, die sich als Zweideutigkeit und scheinbare Verrücktheit äußert, sowie die Verbindung von Selbstsicherheit und Bescheidenheit. Für Kierkegaard liegt ein Kontrast zwischen Sokrates und Platon darin, dass Sokrates an der Unsicherheit festhielt, während Platon ein abstraktes Gedankengebäude errichtete. Nach dem Urteil des dänischen Philosophen stellt das sokratische Nichtwissen die überlegene Haltung dar. Sie beruht darauf, dass das Subjekt sich als existierendes Individuum begreift und erkennt, dass die Wahrheit nicht in abstrakten Aussagen liegt, die unabhängig von einem bewussten Subjekt bestehen: „Sokrates’ unendliches Verdienst ist es gerade, ein existierender Denker zu sein, kein Spekulant, der vergißt, was existieren ist.“
John Stuart Mill äußerte sich 1859 in seiner Untersuchung On Liberty begeistert über Sokrates. Nach seiner Ansicht kann die Menschheit kaum oft genug daran erinnert werden, dass es diesen Mann gegeben hat. Für Mill war Sokrates das Haupt und Muster aller nachfolgenden Tugendlehrer, ein Meister, dessen Ruhm nach mehr als zwei Jahrtausenden noch wächst. Mill meinte, die sokratische Dialektik, eine negative Erörterung der großen Fragen der Philosophie und des Lebens, werde in der Moderne unterschätzt. Nach seinem Urteil enthielten die Erziehungsmethoden seiner eigenen Zeit nichts, was auch nur einigermaßen die Stelle der sokratischen Methode einnehmen könnte. Ohne systematische Schulung in Dialektik werde es nur wenige bedeutende Denker geben und einen niedrigen Durchschnitt der Erkenntnisfähigkeit außerhalb des mathematisch-naturwissenschaftlichen Bereichs.
Nietzsche konstatierte, dass das Auftreten des Sokrates einen Wendepunkt der Weltgeschichte markiere. Sein Verhältnis zu dem Initiator dieser Wende war ambivalent. Verschiedentlich äußerte sich Nietzsche anerkennend, und 1875 schrieb er: „Sokrates, um es nur zu bekennen, steht mir so nahe, dass ich fast immer einen Kampf mit ihm kämpfe.“ Andererseits beschrieb und bewertete er die Wende dezidiert negativ. Sokrates habe die Wahnvorstellung in die Welt gebracht, dass das Denken bis in die tiefsten Abgründe des Seins reiche und dieses nicht nur erkennen, sondern sogar korrigieren könne. Er habe aus der Vernunft einen Tyrannen gemacht. Die sokratische Vorstellung, dass der Mensch sich mit seiner Vernunft über alles erheben und die Welt verbessern könne, hielt Nietzsche für Größenwahn. Während bei allen produktiven Menschen der Instinkt die schöpferische Kraft sei und das Bewusstsein sich kritisch und abmahnend gebärde, habe Sokrates das Bewusstsein zum Schöpfer und den Instinkt zum Kritiker gemacht. Darin sah Nietzsche eine Monstrosität. Er beklagte die Verarmung des Lebens, die Sokrates verschuldet habe, indem er den Typus des theoretischen Menschen populär gemacht habe. Damit habe er einen Prozess der Dekadenz eingeleitet. Nietzsche meinte dies als Erster erkannt zu haben. Er fasste seine Einschätzung der Auswirkungen in fünf Punkten zusammen: Sokrates habe die Unbefangenheit des ethischen Urteils zerstört, die Wissenschaft vernichtet, keinen Sinn für die Kunst gehabt, das Individuum aus dem historischen Verband herausgerissen und die Geschwätzigkeit gefördert.
Wilhelm Dilthey hob 1883 als besondere Leistung des Sokrates hervor, dass er die vorhandene Wissenschaft „auf ihren Rechtsgrund prüfte“ und nachwies, dass „eine Wissenschaft noch nicht vorhanden sei, und zwar auf keinem Gebiet“. Für Dilthey war Sokrates ein in der Antike einzigartiger „pädagogischer Genius“, der eine revolutionierende Forderung erhob: „Was das Gute, das Gesetz und die Aufgabe des Individuums sei, sollte nicht mehr eine Erziehung aus den Traditionen des Ganzen für das Individuum feststellen: aus seinem eigenen sittlichen Bewusstsein sollte es entwickeln, was ihm Gesetz sei.“
Nach der Schilderung von Jacob Burckhardt war Sokrates eine „unvergleichliche Originalfigur“, in der die freie Persönlichkeit „aufs sublimste charakterisiert“ war, und seine Tätigkeit war die größte Popularisierung des Denkens über Allgemeines, die je versucht worden ist. Durch ihn traten Wissen, Wollen und Glauben in einen Zusammenhang wie nie zuvor. Überdies war er der pflichttreuste Bürger. Trotz dieser Verdienste brachte Burckhardt aber für die Gegner des Philosophen viel Verständnis auf. Er meinte, man dürfe sich nicht im mindesten über die Feindschaft wundern, die dem überlegenen Diskutierer zuteilwurde. Nach Burckhardts Deutung bestand bei den Athenern ein grenzenloser Widerwille gegen Sokrates, der schließlich zum Todesurteil führte. Sein ironischer Stil musste herablassend wirken, und seine Gewohnheit, unterlegene Gesprächspartner vor einem jugendlichen Publikum lächerlich zu machen, trug ihm zwangsläufig viel Feindschaft ein. Schließlich hatte er alle gegen sich aufgebracht, und außer seinem kleinen Anhang wollte sich niemand mehr für ihn einsetzen.

#### Philosophische und kulturgeschichtliche Würdigungen im 20. und 21. Jahrhundert
In Großbritannien bemühte sich im frühen 20. Jahrhundert Alfred Edward Taylor, Sokrates unter die gewichtigen Repräsentanten des Idealismus, den er selbst vertrat, einzureihen. Er schätzte besonders die Verbindung von religiöser Weltdeutung mit wissenschaftlichem Erkenntnisstreben, die er dem griechischen Denker zuschrieb. Nach Taylors Deutung der historischen Vorgänge griff Sokrates einen religiösen Impuls der Pythagoreer auf und erschien damit auf diesem Gebiet in Athen als Neuerer, was ihm schließlich zum Verhängnis wurde.
Nach der Interpretation von Edmund Husserl (1923/24) erkannte Sokrates die von den Sophisten leichtfertig abgetanen Probleme als Schicksalsprobleme der Menschheit auf ihrem Weg zu echter Humanität. Der philosophische Pionier deutete das wahrhaft befriedigende Leben als ein Leben aus reiner Vernunft, in dem man in unermüdlicher Selbstbesinnung und radikaler Rechenschaftsabgabe Kritik an seinen Lebenszielen, Lebenswegen und jeweiligen Mitteln übt. Damit macht man einen Erkenntnisprozess durch, der als methodischer Rückgang auf vollkommene Evidenz echtes Wissen und zugleich Tugend und Glückseligkeit ermöglicht. In den Brennpunkt des Interesses tritt der Grundgegensatz zwischen unklarer Meinung und Evidenz. Sokrates erkannte als erster die Notwendigkeit einer universalen Methode der Vernunft, deren Grundsinn er als intuitive und apriorische Kritik der Vernunft erfasste.
Anerkennend, aber auch kritisch äußerte sich José Ortega y Gasset 1923 in seinem Essay El tema de nuestro tiempo (Die Aufgabe unserer Zeit). Nach seinen Worten hat Sokrates die Vernunft entdeckt, und man kann über die Aufgaben des heutigen Menschen erst dann sinnvoll sprechen, wenn man sich die Bedeutung dieser Entdeckung ganz bewusst gemacht hat, denn sie „enthält den Schlüssel zur europäischen Geschichte“. Die Begeisterung über das neu erschlossene geistige Universum führte zu einer Bemühung, das spontane Leben zu verdrängen und durch die reine Vernunft zu ersetzen. So erzeugte der „Sokratismus“ ein Doppelleben, in dem das, was der Mensch spontan nicht ist, an die Stelle dessen tritt, was er in Wirklichkeit ist, nämlich seiner Spontaneität. Das ist der Sinn der sokratischen Ironie, die eine primäre Bewegung durch eine reflektierte sekundäre ersetzt. Für Ortega ist dies ein Irrtum, wenngleich ein fruchtbarer, denn die „Kultur des abstrakten Intellekts ist kein neues Leben gegenüber dem spontanen, sie ist sich selbst nicht genug und kann von jenem nicht absehen“, vielmehr muss sie sich aus dem „Meer der ursprünglichen Lebenskräfte“ nähren. Zwar ist – so Ortega – die Entdeckung des Sokrates eine „ewige Errungenschaft“, doch bedarf sie der Korrektur, da der Sokratismus die Grenzen der Vernunft nicht kennt oder zumindest aus ihnen nicht die richtigen Folgerungen zieht.
In weiteren Essays beleuchtete Ortega 1927 erneut einen Aspekt des sokratischen Denkens, den er für problematisch hielt. Nach seinem Eindruck bestand in der vorsokratischen Zeit ein ausgeglichenes Verhältnis zwischen der nach außen gerichteten Wissbegier und dem nach innen gerichteten Streben nach Glückseligkeit. Dies änderte sich mit Sokrates, der nicht wissbegierig war, sondern „dem Universum den Rücken, das Gesicht aber sich selber“ zukehrte. Sokrates hatte „alle Merkmale des Neurasthenikers“, er war die Beute sonderbarer Körperempfindungen, hörte innere Stimmen. Wahrscheinlich war „die Wahrnehmung des Binnenkörpers, hervorgerufen durch physiologische Anomalien, der große Meister“, der diesen Mann lehrte, die spontane Richtung seiner Aufmerksamkeit umzukehren, sich statt der Umwelt seinem eigenen Inneren zuzuwenden und sich in sich selbst zu versenken. Der Preis dafür war aber hoch: Die einseitige Konzentration auf ethische Probleme zerstörte bei den Sokratikern die Unbefangenheit, die Lebenssicherheit und den Forscherdrang. Aufgrund dieses Befundes kam Ortega zur Einschätzung, die Anklage gegen Sokrates, er verderbe die Jugend, sei zwar juristisch haltlos, aber „vom geschichtlichen Blickpunkt aus gesehen“ berechtigt gewesen.
Leo Strauss setzte sich intensiv mit der Sokratik auseinander, insbesondere mit Xenophons sokratischen Werken. Er sah in Sokrates den Begründer der politischen Philosophie und in Xenophon einen hervorragend qualifizierten Interpreten. Nach dem Manuskript eines Vortrags, den Strauss 1931 hielt, gibt es keine Lehre des Sokrates, da dieser nicht lehren, sondern nur fragen konnte, und zwar ohne selbst zu wissen, was die anderen nicht wussten. Er wollte in der Frage bleiben, weil „es auf das Fragen ankommt; weil ein Leben, das nicht Fragen ist, kein menschenwürdiges Leben ist“. Dabei handelt es sich nicht um eine Selbstbefragung und Selbstprüfung eines einsamen Denkers, sondern immer um ein Philosophieren mit Anderen, ein „Zusammenfragen“, da der sokratische Philosoph sich im ursprünglichen Sinn „verantwortet“ und dies nur vor einer Person geschehen kann. Für Strauss bezieht sich das Fragen des Sokrates auf das rechte Zusammenleben und damit auf den Staat. Es ist „wesentlich politisch“.
Werner Jaeger würdigte Sokrates 1944 als „eine der unvergänglichen Gestalten der Geschichte, die Symbol geworden sind“ und „das mächtigste erzieherische Phänomen in der Geschichte des Abendlandes“. Er stehe im Mittelpunkt der Geschichte der Selbstformung des griechischen Menschen. Durch die Sokratik sei der Begriff der Selbstbeherrschung ein Zentralgedanke der ethischen Kultur geworden. Jaegers Erklärung für die Diskrepanzen zwischen den unterschiedlichen Überlieferungen und Sokratesbildern lautet, dass Sokrates „noch Gegensätze in sich vereint hat, die schon damals oder bald nach seiner Zeit zur Scheidung drängten“.
Karl Popper, der sich in seiner Autobiographie als „Jünger von Sokrates“ bezeichnete, stellte im ersten Band seines 1945 veröffentlichten Werks The Open Society and its Enemies den historischen Sokrates als Vorkämpfer der Idee des freien Menschen dar, die er zu einer lebendigen Wirklichkeit gemacht habe. Dieses auf humanitären Prinzipien beruhende Ideal, das in einer „offenen Gesellschaft“ verwirklicht werde, habe Platon durch seine Hinwendung zu einem totalitären politischen Programm verraten. In seinen Dialogen, in denen Sokrates als Hauptfigur auftritt, habe Platon seinem Lehrer Ansichten in den Mund gelegt, die dieser keinesfalls vertreten habe. Dennoch lasse sich die wirkliche Gesinnung des historischen Sokrates, der ein guter Demokrat gewesen sei, anhand von Platons nur teilweise verfälschenden Texten erkennen.
Romano Guardini schrieb in der Vorbemerkung zu seiner Monographie Der Tod des Sokrates, die besondere Qualität dieser geschichtlichen Gestalt bestehe darin, dass sie „unverwechselbar sie selber ist und doch Allgemein-Gültiges vertritt“. Unter den seltenen Erscheinungen solcher Art sei Sokrates eine der stärksten.
Hannah Arendt befasste sich 1954 in einem ihrer Vorträge über Philosophie und Politik mit Sokrates. Dass dieser Denker der Erste war, der das Prinzip des dialegesthai – des gemeinsamen Durchsprechens einer Sache – systematisch anwandte, ist für Arendt „mehr als wahrscheinlich“. Dabei ging es ihr zufolge um die Erfassung der Welt, wie sie sich den Beteiligten eröffnet: „Die Annahme war, dass sich die Welt jedem Menschen verschieden eröffnet, je nach seiner Stellung in ihr, und dass die ›Gleichheit‹ der Welt, ihre Gemeinsamkeit (koinon, wie die Griechen sagten: allen gemein), ihre Objektivität (wie wir vom subjektiven Standpunkt der modernen Philosophie aus sagen würden) sich daraus ergibt, dass sich ein und dieselbe Welt jedem anders eröffnet […].“ Sokrates habe stets mit dem Fragen beginnen müssen, da er nicht habe vorher wissen können, wie einem anderen die Dinge erscheinen. Die sokratische „Hebammenkunst“ (Maieutik) stellt sich Hannah Arendt als eine politische Aktivität dar, als „ein Austausch (prinzipiell auf der Grundlage strikter Egalität), dessen Früchte nicht danach beurteilt werden konnten, dass man bei dem Ergebnis dieser oder jener Wahrheit ankommen musste“. Sokrates habe versucht, aus den Bürgern Athens Freunde zu machen. Im Austausch der Freunde komme es zur Angleichung der von Natur unterschiedlichen Menschen. Freundschaft bringe Gemeinschaft hervor, nicht unter Gleichen, sondern unter gleichwertigen Partnern in einer gemeinsamen Welt. „Das politische Element der Freundschaft liegt darin“, so die Deutung Arendts, „dass in einem wahrhaftigen Dialog jeder der Freunde die Wahrheit begreifen kann, die in der Meinung des anderen liegt.“ Die wichtigste Tugend eines Staatsmanns bestehe dann darin, die größtmögliche Zahl und die verschiedensten Arten von individuellen Wirklichkeiten der Bürger zu verstehen und „zwischen den Bürgern mit ihren Meinungen kommunikativ so zu vermitteln, dass die Gemeinsamkeit der Welt erkennbar wird“. Die politische Funktion des Philosophen habe Sokrates offenbar darin gesehen, bei der Herstellung einer solchen gemeinsamen Welt zu helfen, „die errichtet ist auf einer Art von Freundschaft, bei der keine Herrschaft notwendig ist“.
Karl Jaspers behandelt Sokrates in seinem 1957 erschienenen Lehr- und Lesebuch Die großen Philosophen im Abschnitt über die „vier maßgebenden Menschen“, die „eine geschichtliche Wirkung von unvergleichlichem Umfang und Tiefengang“ hatten. Das sind für Jaspers neben Sokrates Buddha, Konfuzius und Jesus. Zur Rezeption konstatiert Jaspers, dass Sokrates „gleichsam der Ort wurde, in den Zeiten und Menschen hineinbildeten, was ihr eigenes Anliegen war“: Manche machten aus ihm einen gottesfürchtigen demütigen Christen, andere den selbstgewissen Mann der Vernunft oder eine geniale, aber dämonische Persönlichkeit oder den Verkünder der Humanität. Doch Jaspers’ Befund lautet: „Er war dies alles nicht.“ Vielmehr war er der Begründer eines neuen Denkens, das „dem Menschen nicht gestattet, sich zu verschließen“, das aufschließt und die Gefahr in der Offenheit fordert. Sokrates lehnte – so Jaspers – Jüngerschaft ab und versuchte darum „die Übermacht seines Wesens durch Selbstironie zu neutralisieren“. In seinem Wirkungskreis „gibt es freie Selbstüberzeugung, nicht Bekenntnis“. Zur bleibenden Bedeutung bemerkt Jaspers: „Sokrates vor Augen zu haben, ist eine der unerläßlichen Voraussetzungen unseres Philosophierens.“
Jacques Derrida befasst sich in seiner Untersuchung La pharmacie de Platon (1972) mit der Mehrdeutigkeit des griechischen Wortes pharmakon, das sowohl Gift als auch Droge und Heilmittel bedeutet. Er beschreibt Sokrates als einen pharmakeus, einen Meister im Umgang mit solchen Mitteln. Für Derrida hat das sokratische Sprechen mit Schlangengift gemeinsam, dass beide „in die verborgenste Innerlichkeit der Seele und des Körpers eindringen, um sich ihrer zu bemächtigen“. Der Gesprächspartner wird zunächst – wie in Platons Dialog Menon beschrieben – durch das „Gift“ der Aporie verwirrt und gelähmt, doch dann wird die Macht dieses pharmakon in der Berührung mit einem anderen pharmakon, einem Gegengift, „verkehrt“. Das Gegengift ist die Dialektik.
Michel Foucault ging 1984 in Vorlesungen am Collège de France, in denen er sich mit dem „Wahrsprechen“ befasste, auf die Rolle des Sokrates ein, den er als Parrhesiasten charakterisierte. Unter parrhesia verstand Foucault den Mut, die ganze Wahrheit unverhüllt auszusprechen, obwohl dies in der jeweiligen Situation für den Sprechenden mit einem Risiko verbunden und in manchen Fällen lebensgefährlich ist. In Foucaults Terminologie unterscheidet sich der Parrhesiast von den anderen Wahrsprechern: Er ist derjenige, der in seinem eigenen Namen die gefährliche Wahrheit unverblümt ausspricht, im Gegensatz zum Propheten, der im Namen eines anderen auftritt, sowie zum Weisen, der sich zurückhält und schweigt oder in Rätseln spricht, und zum Lehrenden, der empfangenes Wissen ohne Risiko weitergibt. Für Foucault ist Sokrates dadurch gekennzeichnet, dass er zwar Parrhesiast ist, aber auch in einer ständigen und wesentlichen Beziehung zu den drei anderen Modalitäten des Wahrsprechens steht. Er vertritt eine philosophische parrhesia, die sich von der politischen unterscheidet und deren Anliegen die Sorge um sich selbst und um alle anderen ist. Seine ständige Beschäftigung besteht darin, die Menschen zu lehren, sich um sich selbst zu kümmern. Mit dem zentralen Begriff der Sorge ist die Erinnerung an sich selbst im Gegensatz zur Selbstvergessenheit und die Sorgfalt im Gegensatz zur Nachlässigkeit gemeint.
Günter Figal betont in seiner 2006 veröffentlichten Sokrates-Monographie die zeitlose Aktualität des sokratischen Philosophierens: „Das Denken des Sokrates steht zwischen Nicht-mehr und Noch-nicht; es bleibt bezogen auf das, woraus es ist, und hat sich noch nicht zu einer fraglosen, in sich beruhigten Gestalt ausgebildet. So verkörpert sich in Sokrates der Ursprung der Philosophie. Dieser Ursprung ist kein historischer Beginn. Weil die Philosophie wesentlich im Fragen besteht, lässt sie ihren Ursprung nicht hinter sich; wer philosophiert, erfährt immer den Verlust der Selbstverständlichkeit und versucht, zum ausdrücklichen Verstehen zu finden. […] Für Sören Kierkegaard, Friedrich Nietzsche, aber auch für Karl Popper ist in der Gestalt des Sokrates die Philosophie selbst gegenwärtig; Sokrates ist für sie die Gestalt der Philosophie überhaupt, das Urbild des Philosophen.“

#### Belletristik
Alphonse de Lamartine veröffentlichte 1823 sein Gedicht La mort de Socrate (Der Tod des Sokrates), in dem er das Thema mit christlicher Akzentuierung behandelte.
In Robert Hamerlings dreibändigem Roman Aspasia (1876) wird das Spannungsverhältnis zwischen einem ethischen und einem ästhetischen Ideal thematisiert. Aspasia ist hier nach einer Mitteilung des Autors „die Repräsentantin des griechischen Geistes“, denn sie „lebt dem Schönen“, während sich in Sokrates der Verfall der griechischen Welt offenbart, denn „hier hört das Schöne auf und beginnt das Gute“. In dem Roman macht der hässliche Sokrates, dessen Liebe zu Aspasia unerwidert bleibt, aus der Not eine Tugend und sucht ein Lebensideal, das mit seiner Unschönheit verträglich ist. Seine Grübelei zersetzt die Frische und Harmonie des griechischen Lebens.
August Strindberg arbeitete an einer Dramentrilogie Moses, Sokrates, Christus, die Fragment blieb. In seinen Historischen Miniaturen (1905) behandelte er den Sokrates-Stoff in den drei Novellen Der Halbkreis von Athen, Alkibiades und Sokrates.
Der Dramatiker Georg Kaiser schuf das 1920 uraufgeführte Schauspiel Der gerettete Alkibiades, in dem der militärische Heroismus lächerlich gemacht wird. Die von Platon als Großtat des Sokrates dargestellte Rettung des Alkibiades in der Schlacht wird bei Kaiser auf groteske Weise umgedeutet: Die wahre Ursache dafür, dass Sokrates nicht flieht, sondern im Kampf standhält und Alkibiades rettet, ist nicht seine Tapferkeit, sondern ein Dorn, den er sich in den Fuß getreten hat und der ihn am Davonlaufen hindert. Das Motiv des Dorns übernahm Bertolt Brecht 1938 in seiner Erzählung Der verwundete Sokrates, einer ironischen Umformung von Sokrates’ überliefertem Heldentum.
Zbigniew Herbert schrieb das Drama Jaskinia filozofów (Die Philosophenhöhle, 1956), in dem Sokrates als Hauptfigur im Gefängnis über sein Leben und seine Lage reflektiert.
Manès Sperber, der sich selbst einen Sokratiker nannte, begann 1952 einen Roman und ein Theaterstück über Sokrates zu schreiben, unterbrach aber im folgenden Jahr die Arbeit. Beide Werke blieben unvollendet. Die Fragmente wurden 1988 zusammen mit einem Essay des Autors über den Tod des Sokrates aus dem Nachlass veröffentlicht. Mit dem Drama wollte Sperber nach seinen Worten den Beweis erbringen, dass „ein ganzes Leben nicht ausreicht, um festzustellen, was Weisheit bedeutet“.
Geoffrey Trease veröffentlichte 1952 den historischen Jugendroman The Crown of Violet (dt. Die Krone von Athen), in dem der junge Alexis mit Hilfe seiner Freunde Luzian und Corinna einen aristokratischen Putschversuch gegen die attische Demokratie verhindert und gleichzeitig Sokrates mit seinem Erstlingswerk, dem Theaterstück Die Stechfliege, erfolgreich öffentlich verteidigt. Darin stellt er dar, wie nützlich Sokrates Anstöße zu kritischem Denken seien und dass die eigentliche Gefahr für Athen von den antidemokratischen Aristokraten wie Hippias ausgehe.
Lars Gyllenstens historischer Roman Sokrates död (Der Tod des Sokrates, 1960) schildert das Geschehen aus der Perspektive der Menschen, die dem Verurteilten bis zuletzt nahestanden, insbesondere seiner Tochter Aspasia. Die Familie versucht vergeblich, den Philosophen zur Flucht aus dem Gefängnis zu überreden. Dieser Ausweg steht ihm auch aus der Sicht seiner Gegner offen; nicht einmal der Hauptankläger Meletos will seinen Tod. Die Angehörigen wollen sein Leben retten, denn sie schätzen ihn als Menschen, nicht als Vermittler philosophischer Wahrheit. Für Gyllensten ist die Todesbereitschaft des Sokrates Ausdruck von Sturheit und dient der Selbststilisierung zum Märtyrer. Eine solche ideologische Haltung missbilligt der schwedische Schriftsteller.

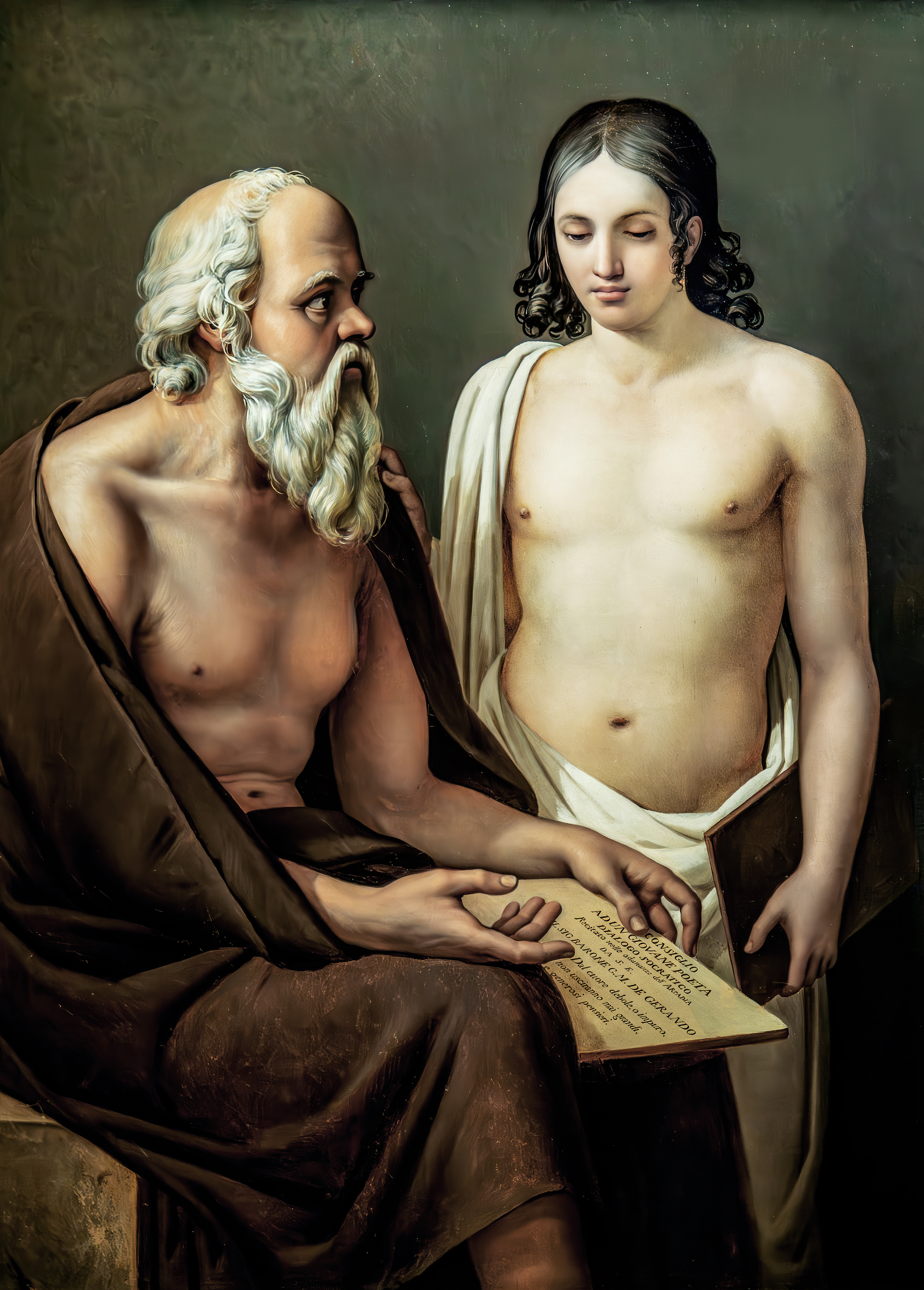
Der lehrende Sokrates. Gemälde von José Aparicio, 1811, im Musée Goya, Castres

In Friedrich Dürrenmatts skurriler Erzählung Der Tod des Sokrates, die als Entwurf für ein Theaterstück gedacht war und 1990 im Band Turmbau veröffentlicht wurde, ist der Stoff auf groteske Weise verfremdet. Hier stirbt Aristophanes im Athener Gefängnis anstelle des zum Tode verurteilten Sokrates, der mit Platon und Xanthippe nach Syrakus entkommt. Dort muss er aber auf Befehl des Tyrannen Dionysios den Schierlingsbecher leeren, weil er den Despoten an Trinkfestigkeit übertrifft und dieser ihm das verübelt. Die Theatralik des Todes veranschaulicht Dürrenmatt, indem sein Dionysios für die Hinrichtung das Amphitheater von Syrakus mietet.

#### Bildende Kunst
Der klassizistische spanische Maler José Aparicio Inglada stellte 1811 auf einem Ölgemälde den lehrenden Sokrates mit einem Jüngling dar. Eine Lithografie von Honoré Daumier aus dem Jahr 1842 zeigt Sokrates mit Aspasia. Auf einem 1861 entstandenen Ölgemälde von Jean-Léon Gérôme findet Sokrates Alkibiades im Haus der Aspasia. Anselm Feuerbach schuf 1873 das monumentale Ölgemälde Das Gastmahl des Plato, auf dem Sokrates im Gespräch zu sehen ist.

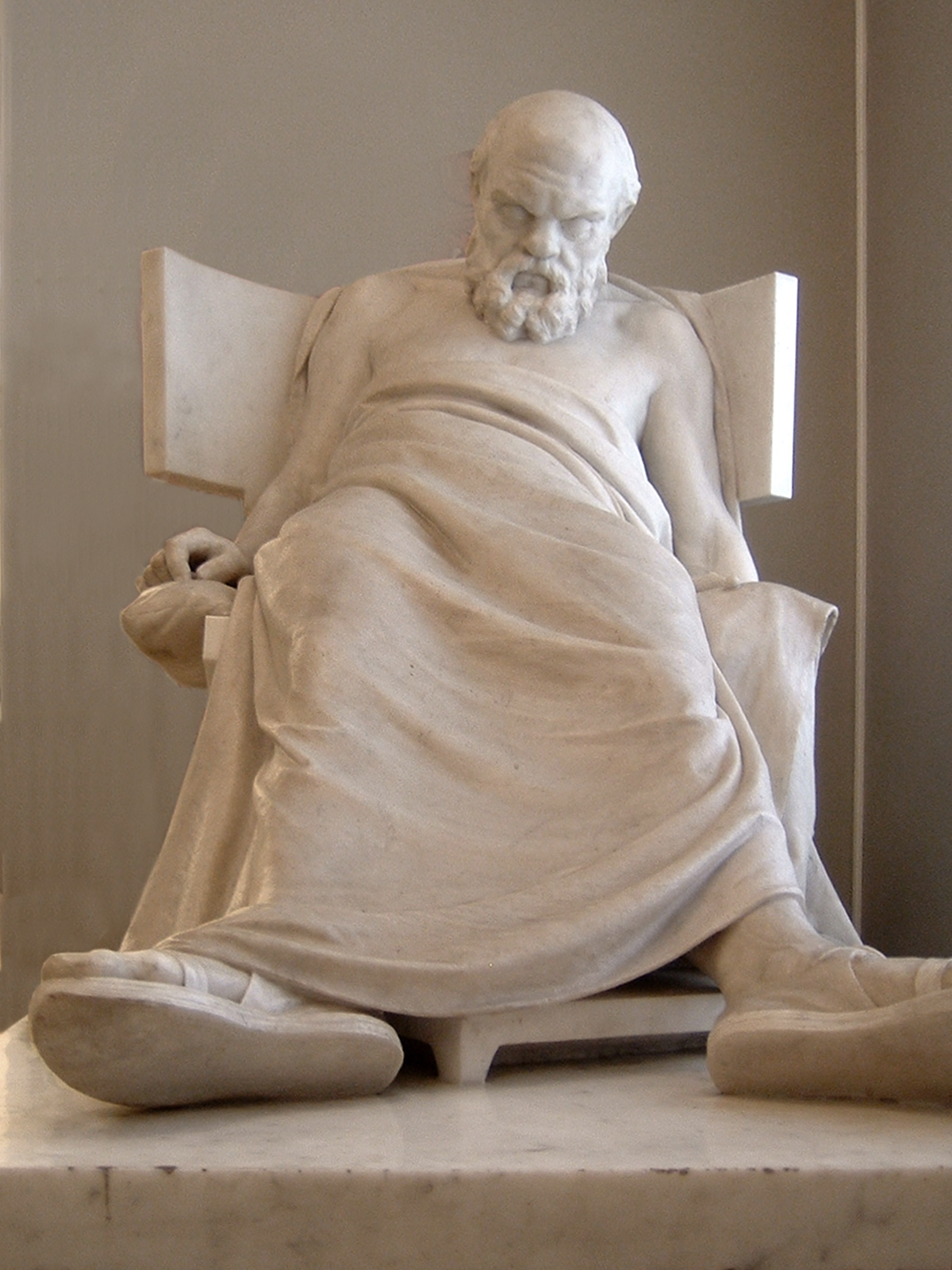
Antokolskis Statue des sterbenden Sokrates, 1875, im Russischen Museum, Sankt Petersburg

Eine 1875 angefertigte Marmorstatue des sterbenden Sokrates von Mark Matwejewitsch Antokolski befindet sich im Russischen Museum in Sankt Petersburg, eine Kopie im Parco civico in Lugano.
Von Hans Erni stammen mehrere Zeichnungen von Sokrates mit Diotima.
Der Berliner Maler Johannes Grützke wählte 1975 den Tod des Sokrates als Thema. Auf seinem Gemälde umgeben den Sterbenden sechs unterschiedlich reagierende Männer, die – stellvertretend für alle Personen – sämtlich die Gesichtszüge des Künstlers tragen.
Das Ölgemälde Sokrates von Werner Horvath (2002) zeigt das Porträt des Philosophen mit Schierlingspflanze und Stechmücke. Die Stechmücke erinnert an Sokrates’ Selbstvergleich mit einer Bremse.

#### Musik und Tanz
Erik Satie schuf 1917–1918 das „symphonische Drama in drei Teilen“ Socrate für Stimme und Klavier oder Stimme und kleines Orchester. Die Texte stammen aus Dialogen Platons in der französischen Übersetzung von Victor Cousin. Die Uraufführung der Orchesterfassung fand 1920 statt.
Ernst Krenek komponierte die 1955 in Hamburg uraufgeführte Oper Pallas Athene weint, deren Libretto er selbst schrieb. Sokrates spielt darin als Vertreter des Ideals der Menschenwürde eine Hauptrolle. Im Vordergrund steht das Politische; die historischen Vorgänge widerspiegeln zeitgenössische.
Georg Katzers tragikomische Oper Gastmahl oder Über die Liebe, deren Libretto Gerhard Müller verfasste, wurde 1988 in der Staatsoper Unter den Linden in Ostberlin uraufgeführt. Hier sind Gedanken aus Platons Symposion mit Elementen aus dem Komödienschaffen des Aristophanes verbunden. Die historischen Vorgänge samt der Rolle des Sokrates sind frei umgestaltet.

#### Film
Auch von Filmschaffenden wurde der Stoff verschiedentlich aufgegriffen und teils komisch verfremdet. Eine auf Platons Berichten basierende Darstellung bietet der italienische Film Processo e morte di Socrate, den Corrado D’Errico 1939 produzierte. Roberto Rossellinis 1971 erstmals ausgestrahlter Fernsehfilm Socrate behandelt die letzten Lebensjahre des Philosophen vom Ende des Peloponnesischen Krieges bis zur Hinrichtung. In Deutschland versuchte Josef Pieper in den 1960er Jahren mit den drei Fernsehspielen Der Tod des Sokrates, Platons Gastmahl und Kümmert euch nicht um Sokrates die Gestalt des antiken Denkers einer breiten Öffentlichkeit nahezubringen.

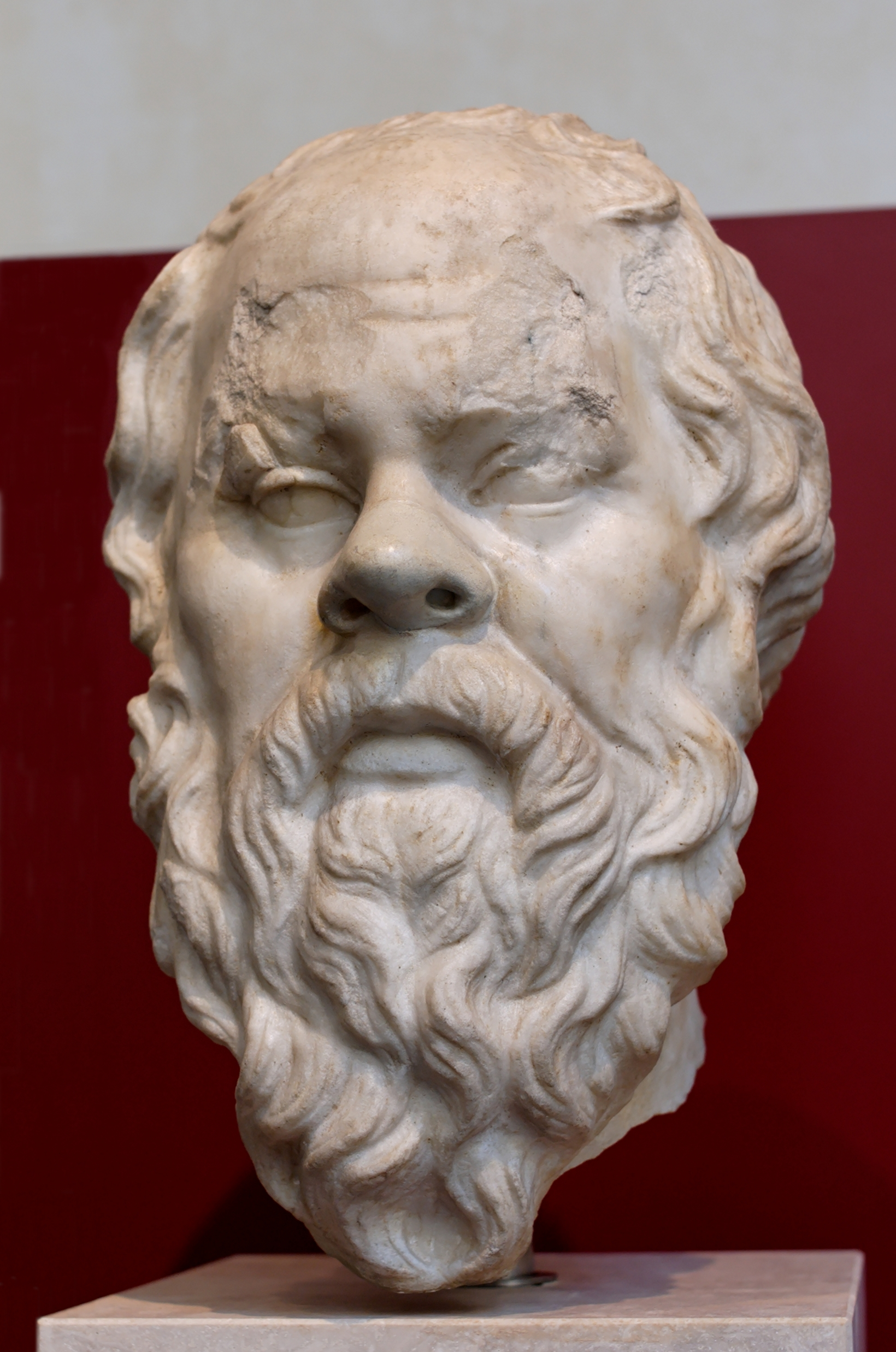
Sokratesbüste aus dem 1. Jahrhundert im Museo Nazionale Romano, Palazzo Massimo alle Terme, Rom

## Bildnisse
Zahlreiche antike Sokratesporträts zeigen markante Merkmale: runder Schädel, breites, flaches Gesicht, eingedrückte Nase, Halbglatze, wulstige Lippen, strähniges Haar und Bart. Es ist aber nicht sicher, dass Sokrates tatsächlich so aussah. Möglicherweise liegen diesen Bildnissen nicht wirkliche Kenntnisse über das Aussehen des historischen Sokrates zugrunde, sondern literarische Schilderungen des Gegensatzes zwischen Sokrates’ edlem Inneren und hässlichem Äußeren.
Man unterscheidet unter den erhaltenen antiken Porträts zwei oder drei Typen. Der erste Typ leitet sich von einer etwa 375 v. Chr. geschaffenen Sokratesstatue her, der zweite von einem erst in der zweiten Hälfte des 4. Jahrhunderts v. Chr. entstandenen, wahrscheinlich von Lysipp stammenden Standbild. Ob es noch einen eigenständigen dritten Typ ab etwa 200 v. Chr. gibt oder dieser als Variante des ersten anzusehen ist, ist umstritten. Ein Beispiel des ersten Typs ist die Sokratesbüste im Archäologischen Nationalmuseum Neapel, eines des zweiten Typs der Sokrateskopf im römischen Palazzo Massimo alle Terme. Zum dritten Typ zählt in erster Linie der Sokrateskopf in der Villa Albani in Rom.
Der zweite Typ unterscheidet sich vom ersten beträchtlich. Er geht auf ein Monument zurück, das auf Beschluss der Volksversammlung geschaffen und in einem öffentlichen Gebäude aufgestellt wurde. Erhalten ist neben mehreren Repliken des Kopfes auch eine Wiederholung des Körpers in Statuettenformat aus Alexandria. Sie lässt ein revidiertes Sokratesbild in dieser Zeit erkennen. Der Archäologe Paul Zanker bringt diesen Wandel mit der Veränderung der politischen Verhältnisse in Verbindung. In der zweiten Hälfte des 4. Jahrhunderts v. Chr. war die demokratische Verfassung Athens durch die Übermacht des Makedonenkönigs und seiner Anhänger in der Stadt bedroht. Daher wurde ein patriotisches Erneuerungsprogramm in Angriff genommen, zu dem – so Zanker – eine Aktualisierung der Vergangenheit, ein Bewusstmachen des politischen und kulturellen Erbes gehörte. In diesen Kontext ist wohl die Sokratesstatue einzuordnen. Sie zeigt den Philosophen nicht mehr wie die ältesten Darstellungen als unschönen, provokativen Außenseiter, sondern als tadellosen Bürger mit wohlproportioniertem Körper, in klassisch ausgewogener Haltung mit Gesten, die ausdrücken, dass er bei seiner Kleidung auf ordentliche Drapierung und schönen Faltenfall achtete. Diese äußere Ordnung symbolisiert die innere, die von einem guten Bürger zu erwartende moralische Qualität. Das Gesicht weist zwar einzelne Züge der fest etablierten unattraktiven Physiognomie des Sokrates auf, ist aber ebenfalls verschönert, das Haupthaar ist voller als auf den frühen Bildnissen. Die Aufstellung der Statue im Pompeion, einem zentralen Ort der Religionspflege und der Ephebenausbildung, lässt erkennen, dass Sokrates in dieser Zeit als Inbegriff bürgerlicher Tugenden zu erzieherischen Zwecken präsentiert wurde.
Im Römischen Reich wurde Sokrates oft auf Gemmen und Kameen abgebildet. Auf einem Wandgemälde des 1. Jahrhunderts aus einem Privathaus in Ephesos sitzt er auf einer Bank. Darstellungen auf römischen Mosaiken aus dem 3. Jahrhundert zeigen ihn zusammen mit anderen Figuren. Auf einem Fußbodenmosaik im Archäologischen Museum von Mytilini ist er zwischen Simmias und Kebes, seinen Dialogpartnern aus Platons Phaidon, zu sehen. Ein Mosaik aus einer römischen Villa in Baalbek zeigt ihn inmitten der Sieben Weisen. In Apameia wurde 362/363 ein Mosaik angefertigt, auf dem Sokrates in einem Kreis von Philosophen als Lehrer erscheint. Diese Darstellung hängt vielleicht mit der Religionspolitik des damals regierenden Kaisers Julian zusammen. Julian förderte die traditionelle Religion und Philosophie und war der Meinung, Sokrates habe Bedeutenderes geleistet als Alexander der Große.